# Tubarão
Tubarão ou cação é um tipo de peixe de esqueleto cartilaginoso e um corpo hidrodinâmico (com exceção dos Squatiniformes, Hexanchiformes e Orectolobiformes) pertencente à superordem Selachimorpha. Os primeiros tubarões conhecidos viveram há aproximadamente 400 milhões de anos.
Os tubarões se diversificaram em aproximadamente 440 espécies (no Brasil são conhecidas 88), variando em tamanho desde o menor, o tubarão-lanterna anão, Etmopterus perryi, uma espécie de no máximo 21 centímetros de comprimento, ao tubarão-baleia, Rhincodon typus, o maior, que atinge cerca de 12 metros e que se alimenta por filtragem apenas de plâncton, lulas e pequenos peixes. Os tubarões são encontrados em todos os mares e são comuns em profundidades até 2 000 metros.
Geralmente não vivem em água doce, com algumas exceções, como o tubarão-cabeça-chata e o tubarão de água doce, que podem viver tanto em água salgada como água doce. Respiram através de cinco ou sete fendas branquiais e possuem uma cobertura de escamas placoides, que protegem sua pele dos danos e dos parasitas, e melhoram a sua hidrodinâmica, permitindo que o tubarão se mova mais rápido. Eles também possuem vários conjuntos de dentes substituíveis.
A expectativa de vida de um tubarão varia de acordo com a espécie. A maioria vive entre 20 e 30 anos. O cação espinhoso, Squalus acanthias, tem o maior tempo útil de vida conhecido, podendo chegar até mais de 100 anos. Os Tubarões-baleia, Rhincodon typus, também podem viver mais de 100 anos.
As espécies mais conhecidas são o tubarão-branco, o tubarão-tigre, o tubarão-azul, o tubarão-mako e o tubarão-martelo. São superpredadores, no topo da cadeia alimentar subaquática. No entanto, sua sobrevivência está sob séria ameaça por causa da pesca e outras atividades humanas.

## Etimologia e significado
Até o século XVI tubarões eram conhecidos por marinheiros como "cães marinhos". A palavra portuguesa "tubarão" e o termo espanhol "tiburón" são bastante similares e em ambas as línguas a etimologia é incerta. Durante o século XVI, em decorrência das navegações dos espanhóis e portugueses por águas tropicais, muitos relatos sobre a diversidade e quantidade desses peixes popularizaram os dois termos na Península Ibérica e posteriormente, o termo tiburón também foi usado, sem tradução, em livros em francês, alemão e inglês. Não se sabe ao certo se foram os espanhóis que tomaram uma palavra caraíba e cunharam o termo tiburón ou se foram os portugueses que criaram tubarão a partir de uma palavra do aruaque. Outras fontes apontam a origem tupi-guarani através do termo uperú (ou iperú) com a aglutinação de t- inicial, originando o português "tubarão" e posteriormente o espanhol "tiburón".
Embora inicialmente os termos ibéricos tenham sido usados em toda a Europa, as outras línguas europeias adotam atualmente nomes diferentes. A origem do nome inglês "shark" também é incerta. Uma teoria é que ela deriva da palavra xoc da língua Iucateque, cuja pronuncia 'shok' chega bem próximo da palavra "shark". Evidência para esta etimologia vem do Oxford English Dictionary, que registra que o nome shark foi usado pela primeira vez após o marinheiro Sir John Hawkins exibir um espécime em Londres, em 1569, tendo usado a palavra "sharke" para se referir aos grandes tubarões do Mar do Caribe.
Uma outra etimologia diz que o sentido original da palavra era a de "predador, aquele que ataca os outros", a partir da palavra alemã Schorck, uma variante de Schurke ("vilão, canalha"), que mais tarde foi aplicado aos peixes devido ao seu comportamento predatório.
Segundo o Dicionário Aurélio de Língua Portuguesa, na variante brasileira, tubarão é a designação geral dos grandes seláquios, peixes de corpo alongado e de nadadeiras peitorais moderadamente desenvolvidas; que tem como sinônimo cação e esqualo e como plural tubarões. Na definição popular tubarão pode significar também comerciante ganancioso. Segundo o dicionário online Priberam, tubarão também pode significar pessoa que come muito ou indivíduo que obteve muitos cargos rendosos.

## Anatomia

Características físicas gerais do tubarão.

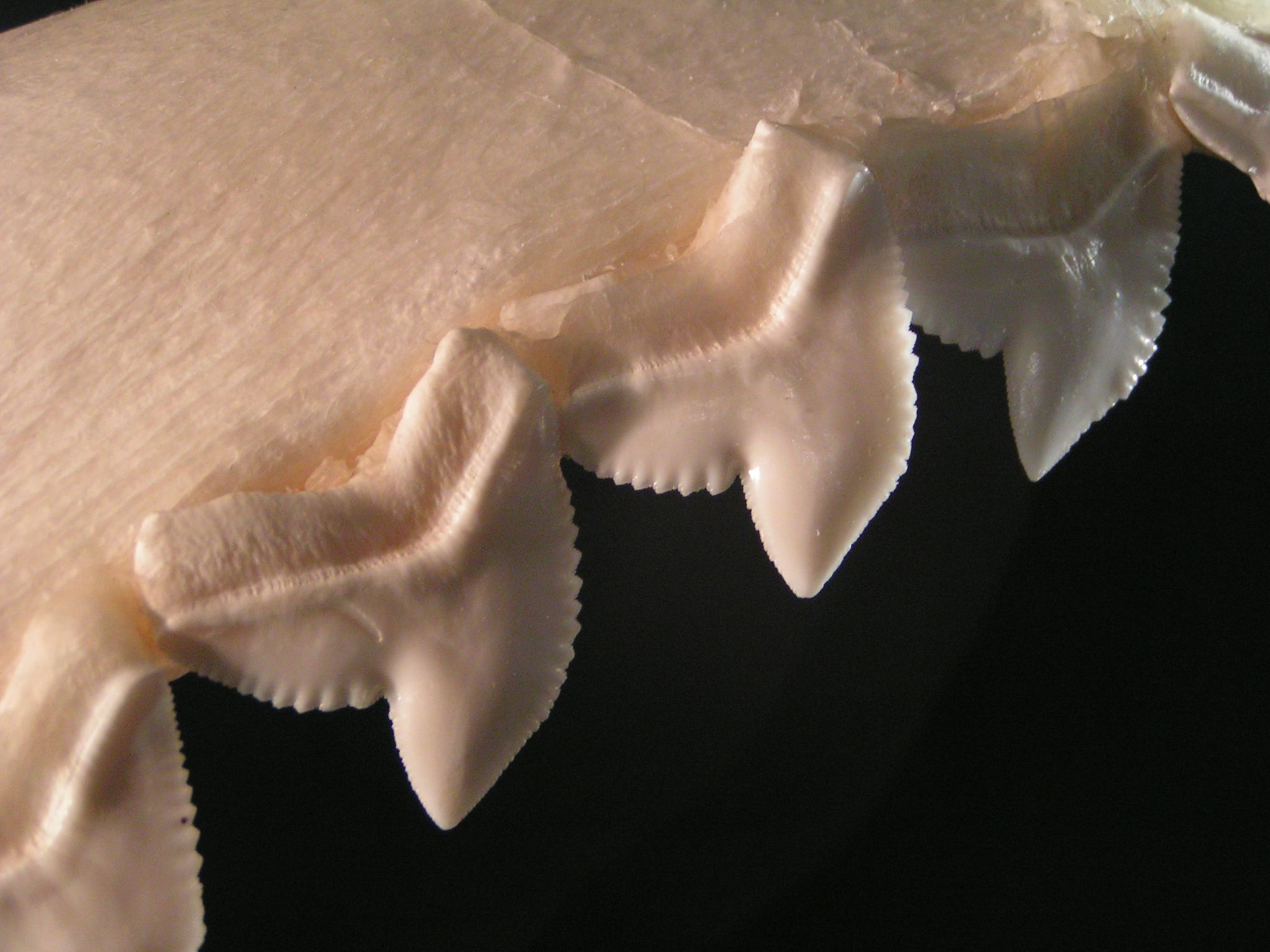
Os dentes do tubarão-tigre são oblíquos e serrilhados para cortar através da carne.

### Dentes
Dentes de tubarão são incorporados nas gengivas e não diretamente no maxilar, e são constantemente substituídos ao longo da vida. Diversas linhas de dentes substitutos crescem em um sulco na parte interna da mandíbula e progressivamente avançam como em uma "escada rolante"; os tubarões perdem em média 6 000 dentes por ano e chegam a perder 30 000 durante toda sua vida. A taxa de substituição de dentes varia de uma vez a cada oito ou dez dias a vários meses. Na maioria das espécies os dentes são substituídos um por vez, exceto no peixe-charuto, Isistius, onde toda a linha de dentes é substituída simultaneamente.
A forma do dente depende da dieta: os tubarões que se alimentam de moluscos e crustáceos têm densos dentes achatados para esmagarem; aqueles que se alimentam de peixes tem dentes afiados para prenderem; e aqueles que se alimentam de presas maiores, como mamíferos, têm os dentes inferiores pontiagudos para prender e os dentes superiores triangulares e com bordas serrilhadas para cortar. Os dentes dos que se alimentam de plâncton, como o tubarão-elefante, são menores e não funcionais.

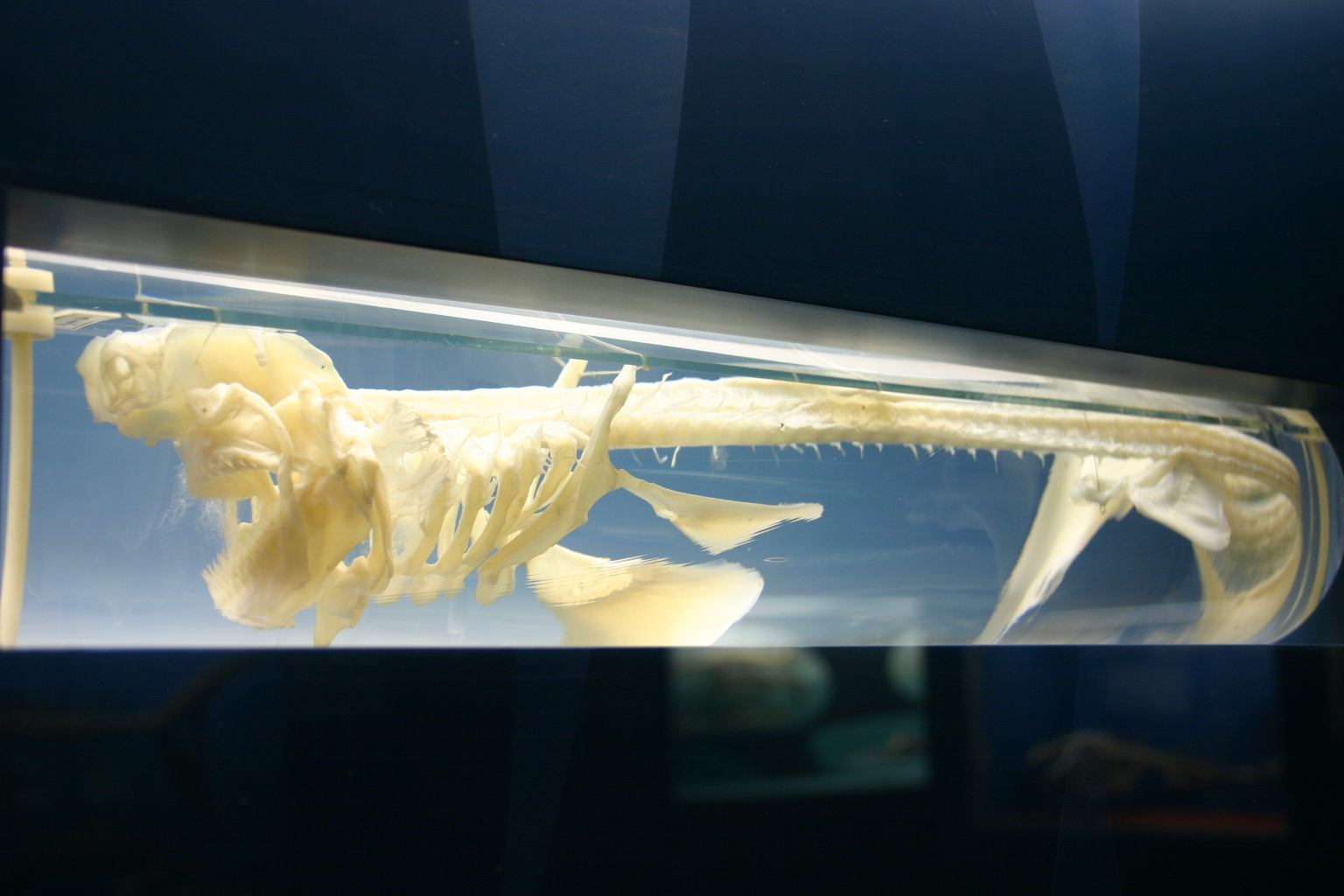
Esqueleto de um Dalatias licha, no Museu Nacional de História Natural, Estados Unidos.

### Esqueleto
Os esqueletos de tubarões são muito diferentes dos esqueletos de peixes ósseos e vertebrados terrestres. Tubarões e outros peixes cartilagíneos (raias e quimeras) possuem esqueletos feitos de cartilagem e tecido conjuntivo. A cartilagem é flexível e durável e tem cerca de metade da densidade do osso. Isto reduz o peso do esqueleto, poupando energia. No entanto a cartilagem de tubarões mais velhos, às vezes, pode ser parcialmente calcificada, tornando-a mais pesada e mais semelhante a um osso. Os tubarões não têm caixa torácica e, portanto, em terra, o próprio peso de um tubarão pode esmagá-lo.

### Mandíbula
Como seus parentes, as raias e as quimeras, a mandíbula do tubarão não é anexada ao crânio. A superfície da mandíbula, assim como as vértebras do tubarão e as guelras, necessitam de suporte extra devido à sua forte exposição ao stress físico e à necessidade do uso de força. Eles têm uma camada de minúsculas placas hexagonais chamadas de "tésseras", que são blocos cristalinos de sais de cálcio dispostos como um mosaico.
Geralmente os tubarões têm apenas uma camada de tésseras, mas as mandíbulas de espécies de grande porte, como o tubarão-cabeça-chata, o tubarão-tigre e o tubarão-branco, têm de duas a três camadas ou mais, dependendo do tamanho do corpo. As mandíbulas de um grande tubarão branco podem ter até cinco camadas. No rostro (focinho), a cartilagem pode ser esponjosa e flexível para absorver a energia dos impactos.
A força da mordida do tubarão não é influenciada pelo quanto sua mandíbula está aberta. E por conta de sua mandíbula superior ser móvel sua mordida se torna mais letal.

### Barbatanas
O esqueleto das barbatanas é alongado e apoiado com raios moles e não segmentados chamados de ceratotrichia, filamentos de proteína elástica que se assemelha ao da queratina dos cabelos e penas. A maioria dos tubarões tem oito barbatanas. Tubarões só podem desviar-se de objetos diretamente à sua frente ficando à deriva, porque suas barbatanas não permitem que nadem para trás.

### Escamas placoides
Ao contrário dos peixes ósseos, os tubarões têm um espartilho dérmico complexo feito de fibras flexíveis de colágeno e disposto como uma rede helicoidal em torno de seu corpo. Isso funciona como um esqueleto externo, proporcionando fixação para os músculos de nado, e assim economizando energia. Suas escamas placoides dão-lhes vantagens hidrodinâmicas como reduzir a turbulência enquanto nadam.
A pele dos tubarões pode ser tão áspera como uma lixa pela ação dessas escamas, a ponto de se ter observado que a utilização de suas escamas pode ferir suas presas. Algumas empresas industriais têm investigado pele de tubarão para a produção de novos materiais mais aerodinâmicos como por ex: tintas e materiais sintéticos, que simulam o referido exoesqueleto há escala microscópica diminuindo vórtices e o arrasto (drag), provocado pela passagem do ar ou líquido aumentando a aerodinâmica ou hidrodinâmica do material. (ver: Biomimética, para mais informação sobre outros materiais)

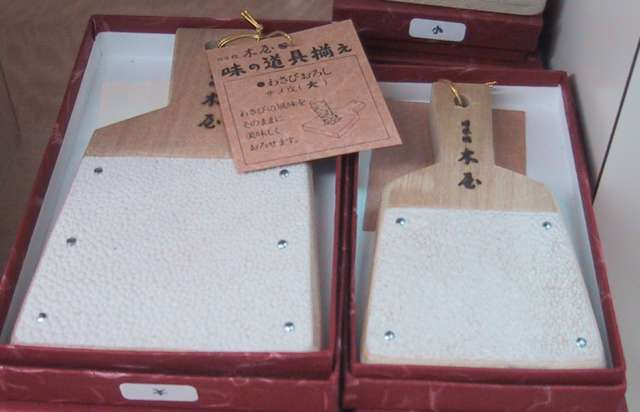
Oroshi de pele de raia Note que a superfície esta preenchida com formas que lembram "bolhas" de tamanhos variáveis mas bem visíveis estas são as característica visuais da pele de raia

No Japão

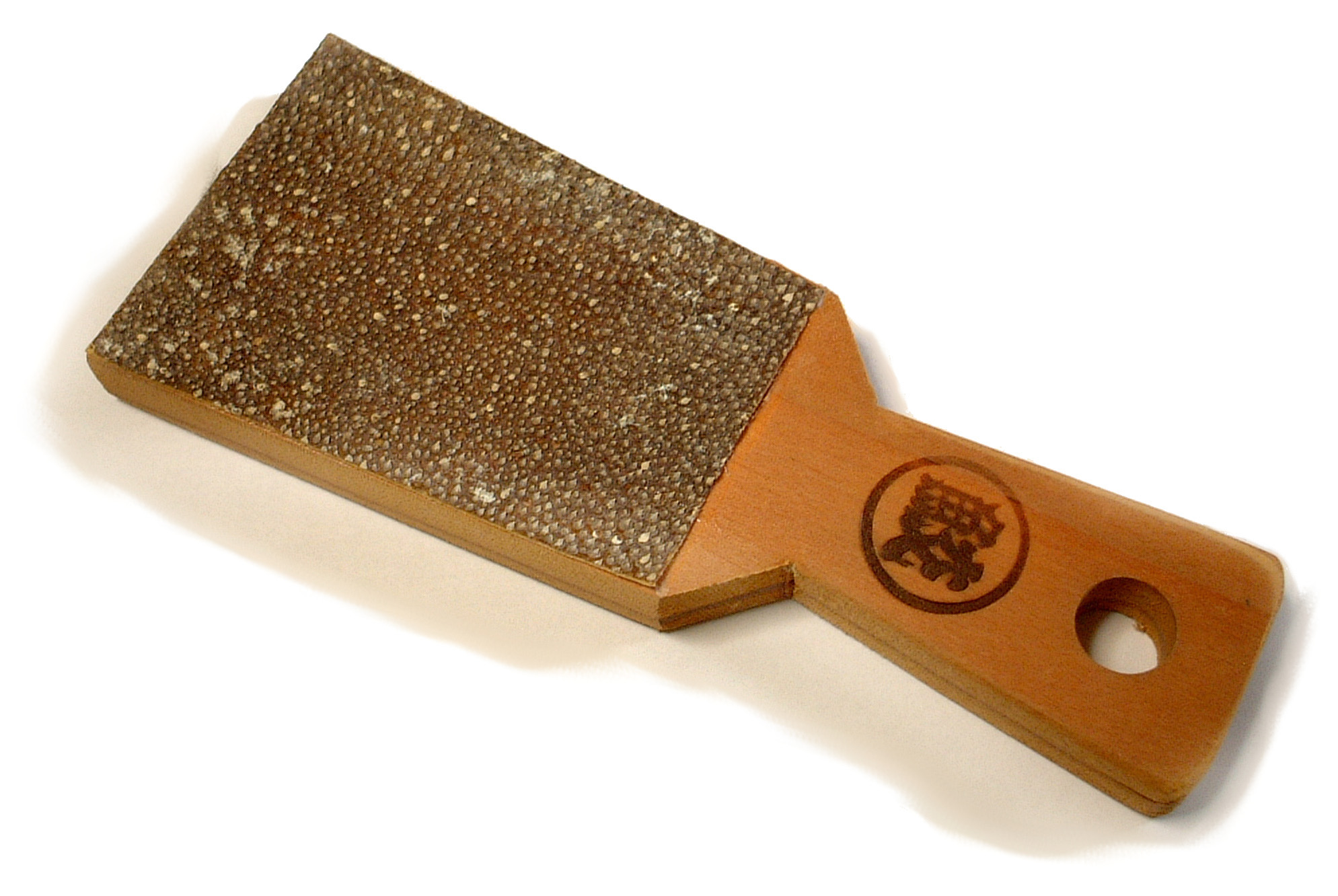
(Wasabi Oroshi) ralador de wasabi Note que parece haver pequenos cristais na superfície de formas irregulares, estas são as Caraterísticas visuais da pele de tubarão

A pele dos tubarões possui irregularidades únicas (escamas de escudo, cristas), por isso é usada como material para limas e afins. O exemplo mais comum é um ralador de wasabi. Ao contrário de um ralador de metal, ele esmaga mais células vegetais do wasabi, permitindo que o sabor único do wasabi saia. no entanto é preciso tomar atenção que pele de raia é também usada e que no Japão é usado o mesmo nome para ambos os couros, por exemplo as katanas a tsuka (pega da arma) são feitas de pele de raia e nunca de tubarão mas o nome dado ao couro é pele de tubarão.

### Cauda
As caudas dos tubarões variam consideravelmente de acordo com a espécie e são adaptadas ao seu estilo de vida. A cauda provém impulsão e também velocidade e aceleração, dependendo da sua forma. Os tubarões possuem uma nadadeira heterocercal na qual a porção dorsal é em geral visivelmente maior do que a porção ventral. Isto se deve à coluna vertebral do tubarão se estender até à parte dorsal, proporcionando uma maior área de superfície para a fixação dos músculos. Isto permite a locomoção mais eficiente entre estes peixes cartilaginosos negativamente impulsionados. Em contraste, a maioria dos peixes ósseos possui uma barbatana caudal homocercal.
A cauda do tubarão-tigre tem um grande lobo superior que oferece potência máxima para curvas lentas ou explosões súbitas de velocidade. O tubarão-tigre deve ser capaz de girar e virar na água facilmente enquanto caça, para manter a sua dieta variada, enquanto o tubarão-sardo, que caça peixes em cardume, como o carapau e o arenque, tem um grande lóbulo inferior para ajudá-lo a manter o ritmo de nado de sua rápida presa.

## Fisiologia

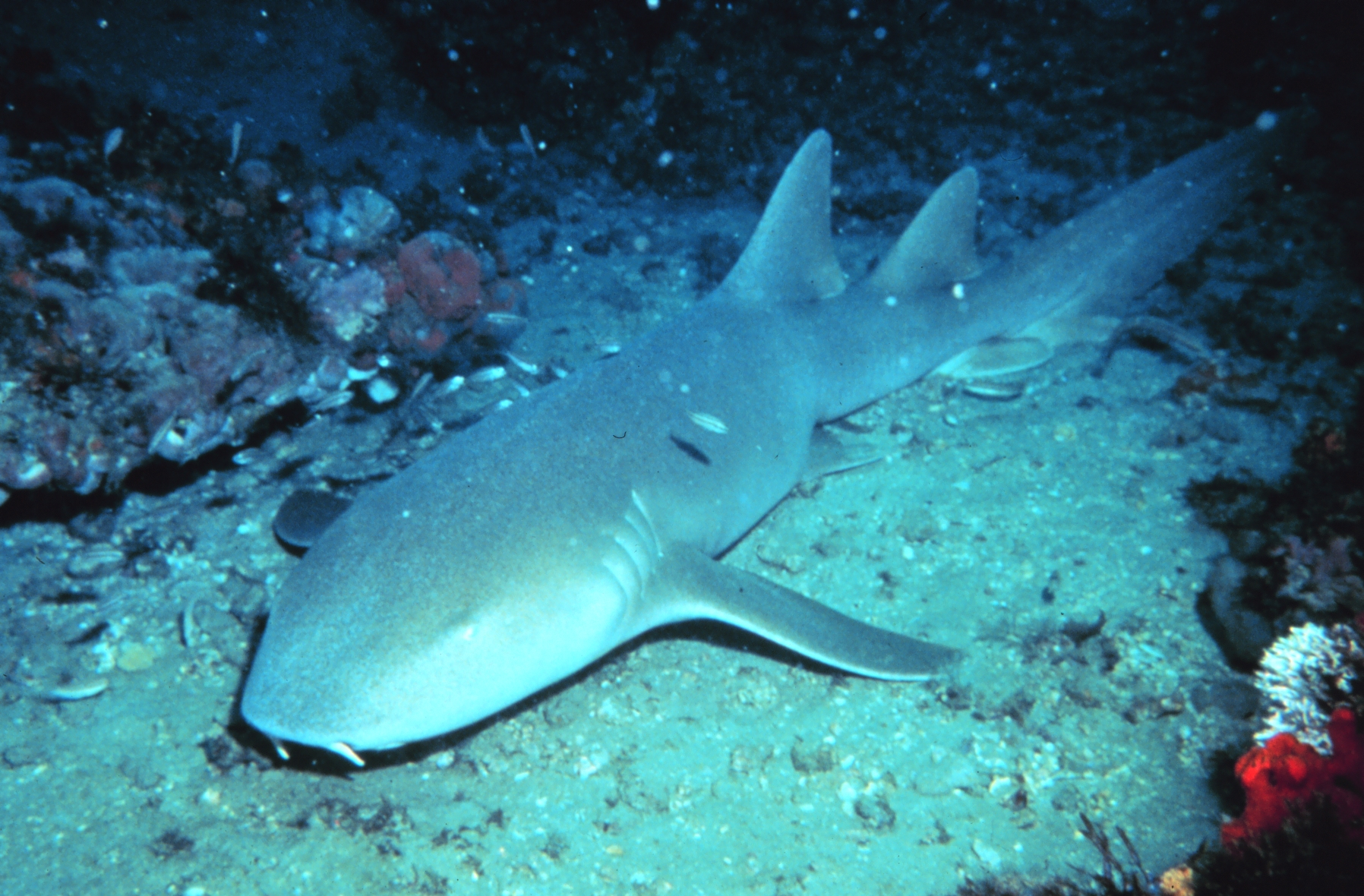
Um tubarão-lixa (Ginglymostoma cirratum) repousando no fundo do oceano.

### Flutuabilidade
Ao contrário dos peixes ósseos, os tubarões não têm bexigas cheias de gás para a flutuabilidade (bexigas natatórias). Em vez disso, os tubarões dependem de um fígado grande, cheio de óleo, que contém esqualeno, e de a sua cartilagem possuir cerca de metade da densidade do osso. O fígado constitui até 30% da sua massa corporal. A eficácia do fígado é limitada, por isso os tubarões utilizam a sustentação dinâmica para manter a profundidade, e afundam quando param de nadar. Tubarões-tigre da areia armazenam ar em seus estômagos, utilizando-o como uma forma de bexiga natatória. A maioria dos tubarões precisa nadar constantemente para respirar e não pode dormir por muito tempo sem afundar. No entanto, algumas espécies de tubarão, como o tubarão-lixa, são capazes de bombear água através de suas guelras, o que lhes permite descansar no fundo do oceano.
Alguns tubarões, se colocados de barriga para cima ou se seus narizes forem acariciados, entram em um estado natural de imobilidade tônica. Pesquisadores usam essa condição para lidar com tubarões em segurança.

### Musculatura
A musculatura do tubarão se divide em 3 grupos:
1. Músculos cardíacos;
2. Músculos viscerais, encontrados em várias partes internas, como nas tripas, nas artérias, e nos órgãos excretores e reprodutores.
3. Músculos esqueléticos, que movem o esqueleto e se dividem em dois tipos:
  1. Músculo vermelho, presente em finas camadas debaixo da pele do tubarão, que funciona quebrando a gordura do corpo. Tem um bom suprimento de sangue e permite que o tubarão nade lentamente por longos períodos sem se cansar;
  2. Músculo branco, que funciona usando a energia da quebra de açúcares, tem um suprimento de sangue pobre e é usado apenas para explosões de velocidade curtas e rápidas e quando o tubarão persegue a presa ou precisa evitar o perigo.

### Respiração
Como outros peixes, os tubarões extraem oxigênio da água do mar ao passá-la sobre suas guelras. Alguns tubarões têm uma fenda modificada chamado de espiráculo, localizada logo atrás dos olhos, que é usada na respiração. Devido ao seu tamanho e à natureza do seu metabolismo, os tubarões têm uma maior demanda de oxigênio do que a maioria dos peixes e eles não podem contar com as correntes de água do ambiente para fornecerem um suprimento adequado de água oxigenada. Se um tubarão parar de nadar, a circulação da água cai abaixo do nível necessário para a respiração e o animal pode morrer sufocado. O processo de garantir um fluxo adequado das guelras para mover-se para a frente é conhecido como "ventilação ram". Alguns tubarões, como o tubarão-de-pontas-negras-do-recife, Carcharhinus melanopterus, e o tubarão-lixa, Ginglymostoma cirratum, podem bombear água sobre suas guelras. Há também registros, como em certas cavernas ao longo da costa de Iucatã, de os tubarões repousarem sobre o chão da caverna e permitirem que o escoamento de água doce passe por cima deles. O escoamento é forte o suficiente para ainda permitir a respiração; acredita-se que a razão para este comportamento é que a água fresca ajuda a remover parasitas.
O processo de respiração e da circulação começa quando o sangue desoxigenado viaja ao coração de duas câmaras do tubarão. Lá o tubarão bombeia o sangue para suas guelras através da artéria aorta ventral, que se ramifica em artérias aferentes braquiais. A reoxigenação ocorre nas brânquias e o sangue reoxigenado flui para as artérias eferentes braquiais, que se unem para formar a aorta dorsal. O sangue flui da aorta dorsal para todo o corpo. O sangue desoxigenado do corpo, então, flui através das veias cardinais posteriores e entra na cavidade posterior cardeal. A partir daí, o sangue entra no ventrículo do coração e o ciclo se repete.

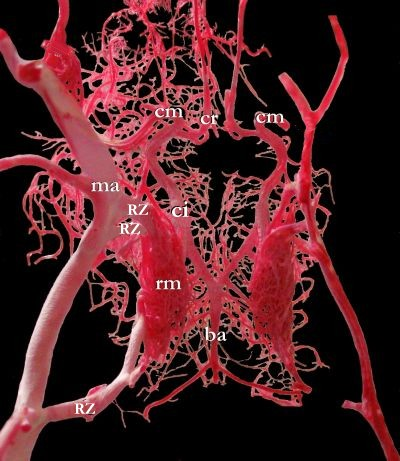
Rete mirabile.

### Termorregulação
A maioria dos tubarões é de "sangue frio", ou mais precisamente poiquilotérmicos, o que significa que a temperatura interna do seu corpo não difere da temperatura de seu ambiente. Membros da família Lamnidae, como o tubarão-mako e o tubarão branco, são homeotérmicos e mantêm uma temperatura corporal maior do que a da água circundante. Nestes tubarões, uma faixa de músculo vermelho aeróbico localizada perto do centro do corpo gera o calor, o que mantém o corpo através de um mecanismo de troca em contracorrente por um sistema de vasos sanguíneos chamados de rete mirabile ("rede maravilhosa"). O tubarão raposa, Alopias vulpinus, tem um mecanismo semelhante para manter uma temperatura corporal elevada, o que leva a pensar que ele evoluiu de forma independente.

### Osmorregulação
Em contraste com peixes ósseos, com exceção do celacanto, o sangue e outros tecidos dos tubarões e Chondrichthyes em geral, é isotônico aos seus ambientes marinhos por causa da alta concentração de ureia e trimetilamina, permitindo-lhes estar em equilíbrio osmótico com a água do mar. Esta adaptação faz com que a maioria dos tubarões não sobrevivam em água doce, e por isso são confinados a ambientes marinhos. Existem algumas poucas exceções a esta regra, como o tubarão-cabeça-chata, que desenvolveu uma maneira de mudar a sua função renal para excretar grandes quantidades de ureia. Quando um tubarão morre, a ureia é dividida em amônia pelas bactérias - por isso, o corpo irá gradualmente começar a cheirar a amônia.

### Digestão
A digestão pode levar um longo tempo. A comida se move desde a boca até o estômago em forma de J, onde é armazenada e a digestão inicial ocorre. Itens indesejados podem nunca passar pelo estômago e, ao invés de o tubarão vomitar, ele vira seu estômago do avesso e ejeta itens indesejados de sua boca.
Uma das maiores diferenças entre a digestão dos tubarões e a dos mamíferos é que o intestino dos tubarões é extremamente curto. Este comprimento curto é conseguido através da válvula espiral com várias voltas dentro de uma única seção curta em vez de um intestino longo como um tubo. A válvula fornece uma superfície longa, exigindo que a comida circule no interior do intestino curto até que seja totalmente digerida, e os resíduos restantes passem para a cloaca.

## Órgãos dos sentidos

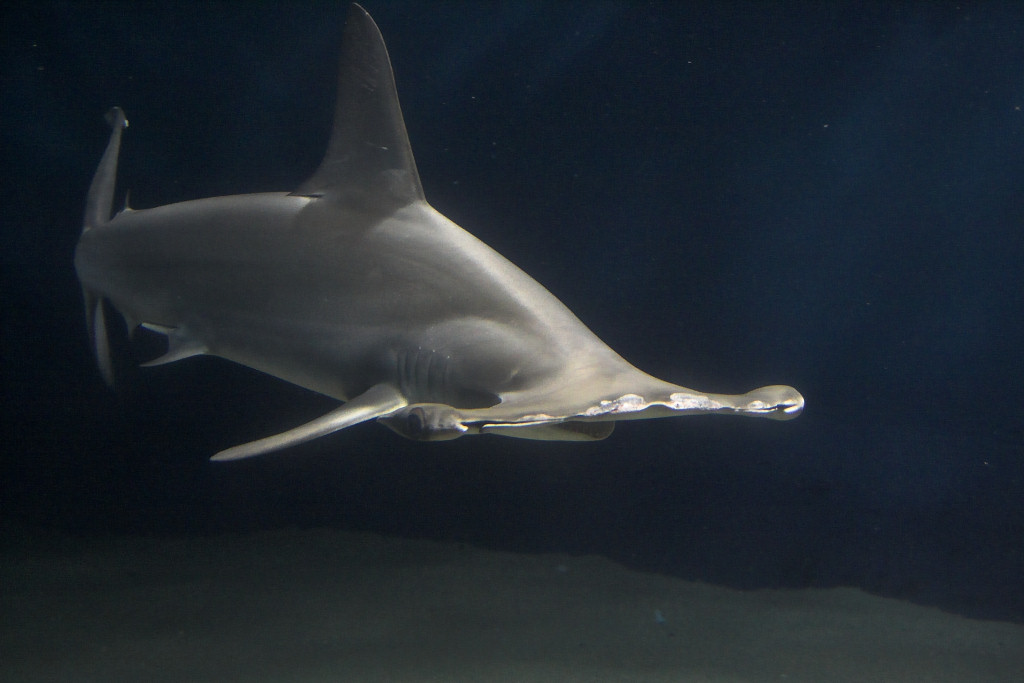
A forma da cabeça do tubarão-martelo pode melhorar o olfato pelo fato do espaçamento entre as narinas ser maior (Compagno 1984).

### Olfato
O olfato do tubarão é extremamente apurado, permitindo-lhe identificar substâncias bastante diluídas na água, como concentrações de sangue abaixo de uma parte por milhão: o que equivale a perceberem uma gota de sangue a 300 metros de distância em pleno oceano. Por esta razão são por vezes designados como "narizes nadadores". Quando detectam o cheiro de sangue ou de corpos em decomposição, facilmente encontram o local de origem, utilizando principalmente o seu olfato (ou a visão para distâncias inferiores a 30 m).

### Visão

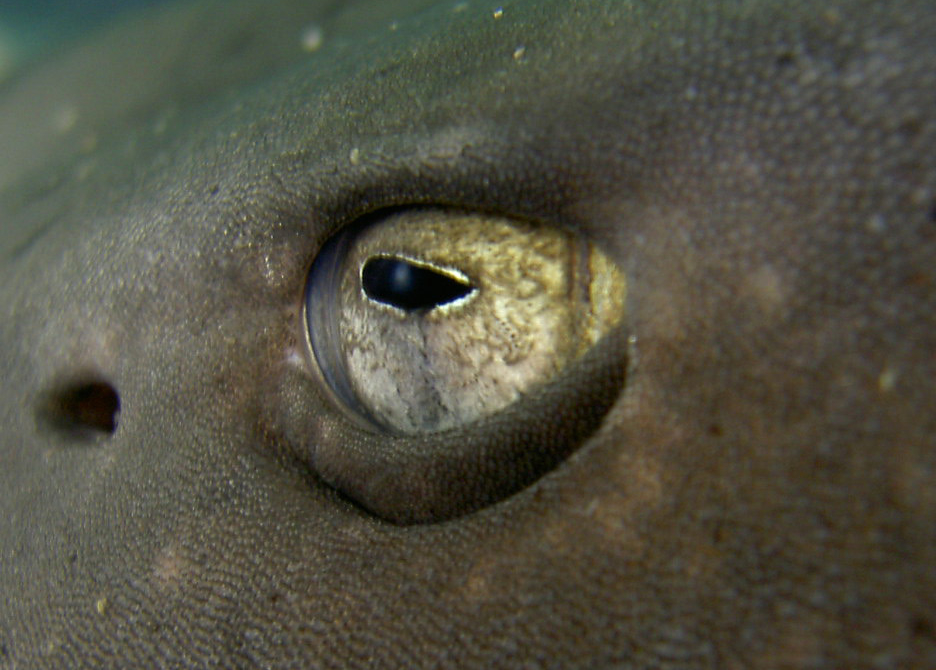
O olho de um tubarão.

Alguns cientistas creem que, como muitos outros peixes, os tubarões são míopes, estando a sua visão adaptada apenas para distâncias entre 2 e 3 metros, embora possa ser utilizada para distâncias de até 30 m com um menor grau de definição. Contrastando com essa informação, outros pesquisadores acreditam que a lente dos tubarões está fortemente suspensa por um ligamento dorsal, e fica normalmente fixada para a visão à distância; para a visão próxima ela é movida para frente pela tração de um pequeno músculo protrator, fixo à lente. Seus olhos, por ficarem nas laterais da cabeça, podem ampliar seu campo de visão para quase 360°.
A abertura pupilar varia de circular a oval quando aberta. Na luz brilhante a pupila pode ser apenas um pequeno círculo ou fenda, vertical ou horizontal. O seu olho possui uma camada reflectiva, a qual permite um aproveitamento superior da luminosidade em locais com pouca luz, como as águas turvas ou profundas e à noite.
Investigadores da Universidade de Queensland e da Universidade da Austrália Ocidental realizaram um estudo de micro-espectrofotometria com 17 espécies de tubarão e descobriram que 10 tinham apenas os bastonetes e não tinham cones em suas retinas dando-lhes uma boa visão noturna, enquanto os tornam daltônicos. As sete espécies restantes tinham, além dos bastonetes, um único tipo de fotorreceptor de cone sensível ao verde, o que faz com que eles vejam apenas tons de cinza e verde; por isso acredita-se que sejam efetivamente daltônicos. O estudo indica que o contraste de um objeto contra o fundo, ao invés da cor, pode ser mais importante para a detecção de objetos.

### Audição
A sua grande sensibilidade às vibrações provoca comportamentos semelhantes. O seu ouvido interno, responsável pelo equilíbrio e detecção das vibrações de baixa frequência, situa-se postero-superiormente ao olho. O tubarão possui três canais semicirculares e detecta vibrações a longas distâncias, podendo se aperceber do som de um peixe a debater-se a uma distância de 250 a 1 500 m. Em conjunto com o olfato, esta sensibilidade às vibrações é o primeiro mecanismo utilizado na detecção de potencial alimentação. Uma vibração desconhecida tanto pode provocar curiosidade como medo ao tubarão.

### Eletrorrecepção
As ampolas de Lorenzini são órgãos electroreceptores localizados na cabeça, especialmente ao redor do focinho. Os tubarões usam as Ampolas de Lorenzini para detectar os campos eletromagnéticos que todas as coisas vivas produzem. Isso ajuda os tubarões (particularmente o tubarão-martelo) a encontrarem presas. O tubarão tem maior sensibilidade elétrica do que qualquer outro animal. Os tubarões conseguem encontram presas escondidas na areia, detectando os campos eletricos que elas produzem. Correntes oceânicas que se deslocam no campo magnético da Terra também geram campos elétricos que os tubarões podem usar para orientação e possivelmente para navegação.

Linha lateral dos tubarões.

### Linha lateral
As suas linhas laterais, que se estendem das guelras à cauda, são também capazes de captar vibrações de médias e baixas frequências, correntes, mudanças na temperatura e pressão da água, assim como localizar obstáculos e alimentos em águas turvas. Do mesmo modo, podem também detectar, pela turbulência causada, a aproximação de um inimigo de grande porte. O tubarão pode perceber frequências na faixa de 20 a 50 Hz.

## Reprodução

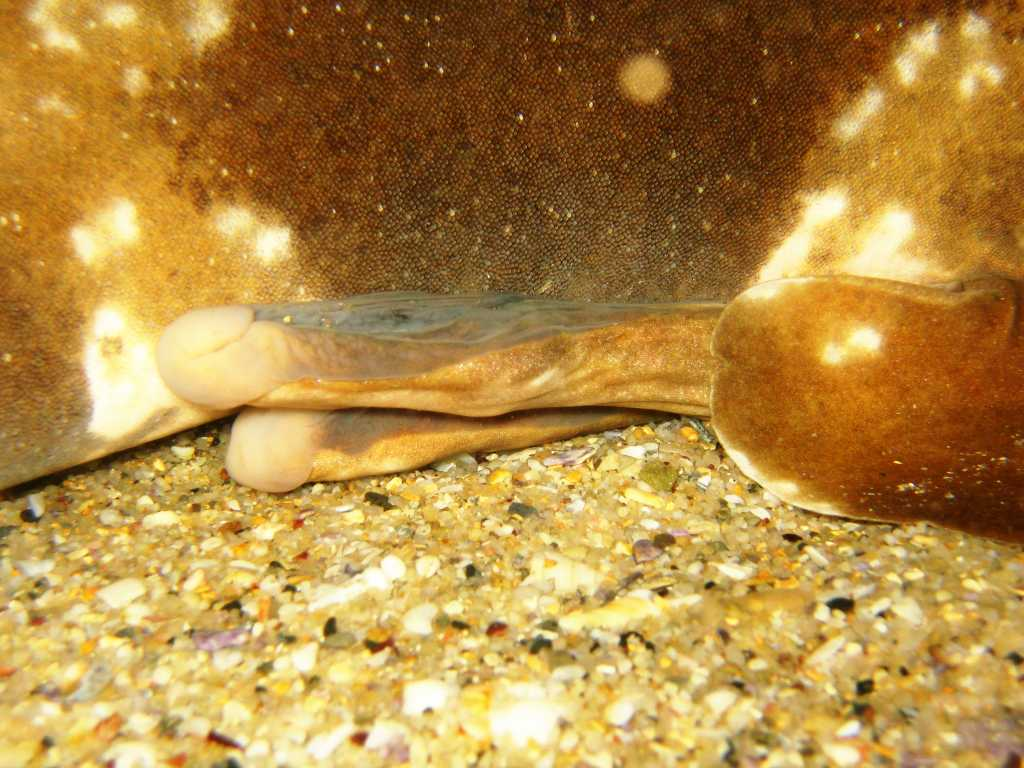
Hemipénis de um tubarão macho da espécie Orectolobus maculatus.

Diferentemente da maioria dos peixes ósseos, os tubarões são reprodutores da seleção K, o que significa que eles produzem um pequeno número de jovens bem desenvolvidos, ao invés de um grande número de jovens pouco desenvolvidos. A fecundidade em tubarões varia de 2 a mais de 100 jovens por ciclo reprodutivo. Tubarões se tornam maduros lentamente em relação a muitos outros peixes. Por exemplo, os tubarões-limão atingem a maturidade sexual por volta dos anos 13 ou 15 anos.

#### Sexuada
Os tubarões praticam a fertilização interna. A parte posterior da nadadeira pélvica de um tubarão macho é modificada em um par de órgãos chamados clásperes, análogo a um pênis dos mamíferos; um deles é usado para levar o esperma até a fêmea.
Acasalamento entre tubarões raramente tem sido observado. O menor Scyliorhinidae frequentemente acasala-se com o macho curvado em torno da fêmea. Em espécies menos flexíveis, os dois tubarões nadam paralelamente, enquanto o macho insere um clásper dentro do oviduto da fêmea. As fêmeas em muitas das espécies de maior porte têm marcas de mordidas que parecem ser o resultado de um agarrão dos machos para manter a posição durante o acasalamento. As marcas de mordidas também podem demonstrar um comportamento de namoro: o macho pode morder a fêmea para mostrar o seu interesse. Em algumas espécies, a pele das fêmeas evoluiu, se tornando mais espessa para suportar estas mordidas.

#### Assexuada
Há dois casos documentados em que a fêmea de um tubarão que não esteve em contato com um macho concebeu um filhote por conta própria através da partenogênese. Os detalhes deste processo não são bem compreendidos, mas as impressões digitais genéticas mostraram que os filhotes não tinham contribuição genética paterna, descartando a possibilidade de armazenamento de espermatozoides. Os mamíferos são agora o único grande grupo de vertebrados em que a partenogênese natural não foi observada; no entanto, casos de partenogênese através de testes de laboratórios já aconteceram.
Os cientistas afirmam que a reprodução assexuada em animais selvagens é rara, e provavelmente um último esforço para se reproduzir, quando um companheiro não está presente. Reprodução assexuada reduz a diversidade genética, o que ajuda a construir defesas contra as ameaças à espécie. Espécies que dependem exclusivamente dela estão em risco de extinção. A reprodução assexuada pode ter contribuído para o declínio do tubarão-azul na costa irlandesa.

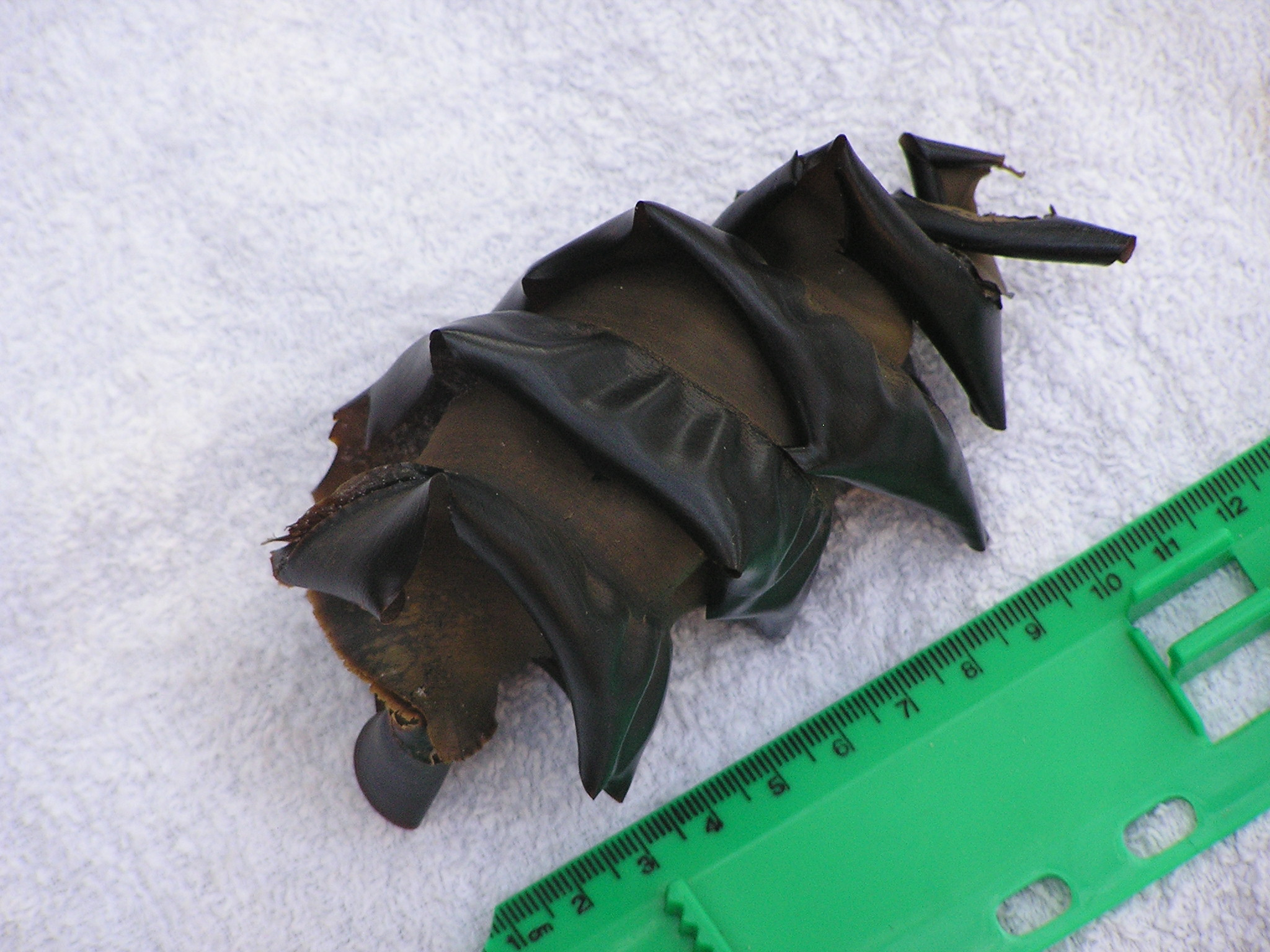
Recipiente para os ovos de um tubarão Jackson Port, encontrado perto da praia de Vincentia, no Território da Baía Jervis, Austrália.

### Modos de reprodução
Tubarões mostram três maneiras de ter seus filhotes, que variam dependendo da espécie, através da oviparidade, viviparidade e ovoviviparidade.

#### Ovoviviparidade
A maioria dos tubarões é ovovivípara, o que significa que os ovos eclodem no oviduto dentro do corpo da mãe e que a gema do ovo e os fluidos secretados por glândulas nas paredes do oviduto alimentam os embriões. Os jovens continuam a ser alimentados pelos restos da gema e fluidos do oviduto. Como na viviparidade, os jovens nascem vivos e funcionando perfeitamente. Tubarões Lamniformes praticam a oofagia, onde os primeiros embriões a eclodir comem os ovos restantes. Os filhotes de Carcharias taurus praticam o canibalismo intrauterino, e levam isso a um passo adiante, consumindo outros embriões ainda em desenvolvimento. A estratégia de sobrevivência para as espécies ovovivíparas está em chocar os jovens até um tamanho relativamente grande antes do nascimento. A maioria dos tubarões ovovivíparos dá à luz em áreas protegidas, incluindo baías, estuários e recifes rasos. Eles escolhem tais áreas pela proteção contra predadores (principalmente outros tubarões) e a abundância de alimentos. O Squalidae tem o maior período de gestação conhecido entre os tubarões, de 18 a 24 meses. O tubarão-elefante e o tubarão-cobra parecem ter períodos de gestação maiores, mas ainda faltam dados que comprovem isso.

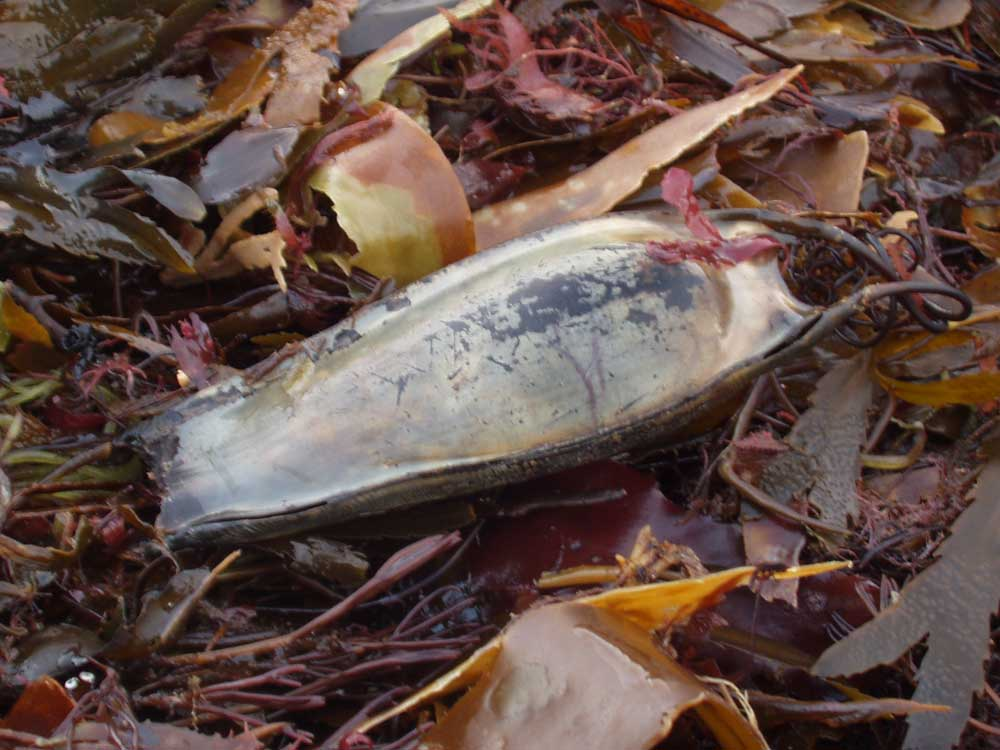
O saco de ovos de um tubarão, também conhecido por "Bolsa de Sereia."

#### Oviparidade
Algumas espécies são ovíparas como a maioria dos outros peixes, colocando seus ovos na água. Na maioria das espécies de tubarões ovíparos, um saco de ovos com a consistência de couro protege o embrião ou embriões em desenvolvimento. Uma vez vazio, o saco é designado como "bolsa de sereia", e pode ser levado pelas marés até terra. Tubarões ovíparos incluem as espécies Scyliorhinidae, Heterodontus francisci, Heterodontus portusjacksoni e Cephaloscyllium ventriosum.

#### Viviparidade
Finalmente, alguns tubarões mantêm um vínculo placentário para os jovens em desenvolvimento, método chamado de viviparidade. Este modo é mais parecido à gestação de mamíferos do que a de outros peixes. Os jovens são paridos vivos e funcionando perfeitamente. O tubarão-martelo, os Carcharhinidae (que incluem o tubarão-cabeça-chata e o tubarão-azul) e os Mustelus são vivíparos. O tubarão-baleia é classificado agora como vivíparo, ao invés de ovíparo, porque se pensa que os ovos extra-uterinos podem ter sido abortados.

## Comportamento

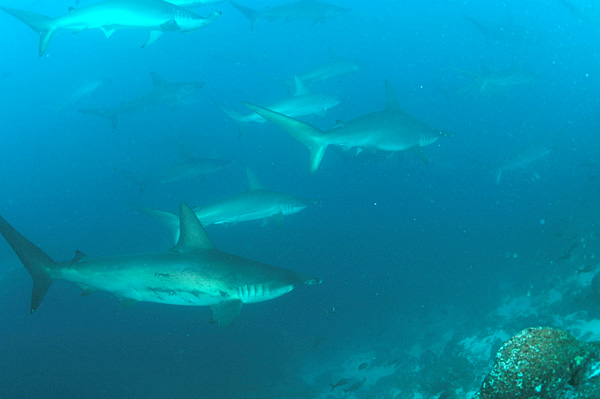
Um grupo de tubarões-martelo-recortados (Sphyrna lewini).

A visão clássica descreve um caçador solitário, que percorre os oceanos em busca de comida. No entanto, isso se aplica a apenas algumas espécies. A maioria vive de modo muito mais sedentário, na zona bentônica. Mesmo os tubarões solitários se encontram para reprodução ou em áreas ricas para caça, o que pode levá-los a percorrer milhares de quilômetros em um ano.
Os tubarões podem ser altamente sociais, mantendo-se em grandes grupos. Às vezes, mais de cem tubarões-martelo-recortados se reúnem em torno de montes submarinos e ilhas, por exemplo, no Golfo da Califórnia. Pode também haver hierarquia entre as diferentes espécies. Por exemplo, durante a refeição os tubarões sedosos demostram um certo medo de tubarões-brancos-oceânicos do mesmo tamanho. Quando são pressionados, alguns tubarões (em particular, este comportamento é observado nos Carcharhinidae) emitem um sinal de ameaça para avisar ao grupo da chegada do predador. Normalmente, estes sinais consistem em movimentos de nado exagerados que variam de intensidade dependendo do nível de perigo.

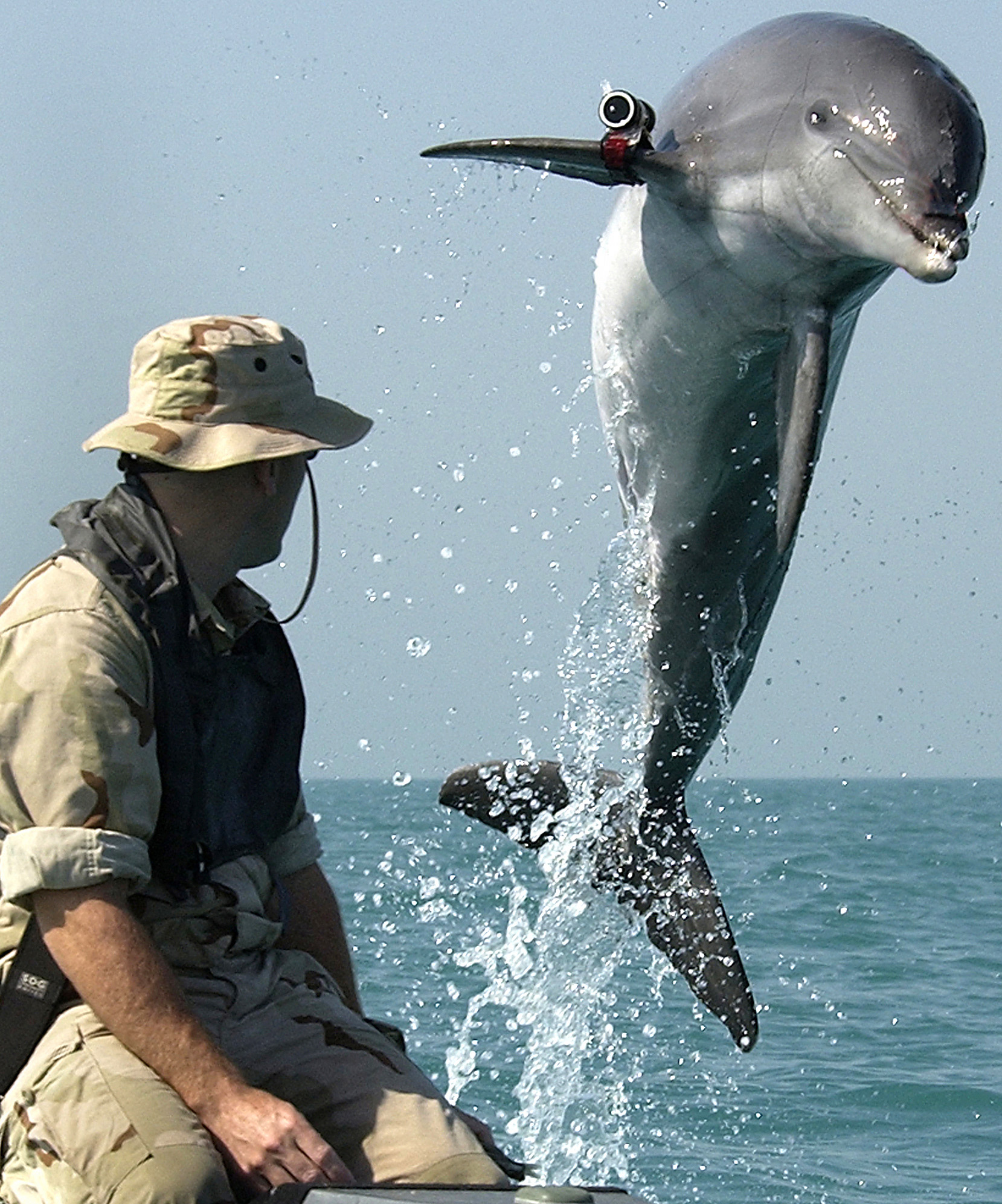
Um golfinho saltando para fora de água.

### Medo de golfinhos
São contadas muitas histórias sobre golfinhos que protegeram humanos de ataques de tubarões. E por este motivo há muitas pessoas que dizem que os tubarões têm medo de golfinhos, e esse fenômeno foi investigado em um episódio de MythBusters do canal Discovery Channel, em que um tubarão-branco ataca um pedaço de carne crua de foca, mas enquanto há um golfinho (mecânico) nadando junto a ele, ele não ataca. No entanto não houve nenhum estudo científico conclusivo que explicasse esse comportamento.[carece de fontes?]

### Velocidade
Em geral, os tubarões nadam a uma velocidade média de 8 km/h. Mas quando se alimenta ou ataca, o tubarão pode atingir velocidades de mais de 19 km/h. O tubarão-mako é o tubarão mais rápido e um dos peixes mais rápidos, podendo ultrapassar velocidades de até 50 km/h. O tubarão-branco também é capaz de explosões de velocidade. Essas exceções podem ser causadas devido à natureza de "sangue quente" (homeotérmica) da fisiologia destes tubarões.

### Inteligência
Ao contrário do senso comum que diz que eles são "máquinas de comer" movidas pelo instinto, estudos recentes têm indicado que muitas espécies possuem poderosas habilidades de resolução de problemas, competência social e curiosidade. Além disso, a relação entre as massas corporais e cerebrais dos tubarões é semelhante à dos mamíferos e outras espécies de vertebrados mais avançados, embora, naturalmente, seja muito pequena comparada com a do homem. Em 1987, perto da Baia de Smitswinkle, na África do Sul, um grupo de sete tubarões brancos trabalharam juntos para mover a carcaça de uma baleia (mais precisamente, uma Caperea marginata) morta e parcialmente encalhada para águas mais profundas, para se alimentarem. Sabemos também que os tubarões são capazes de praticar atividades lúdicas, como é visto em cetáceos e primatas. Exemplares de Lamna nasus, em particular, foram observados repetidamente envoltos em algas marinhas enquanto perseguiam um ao outro.

### Sono
Alguns tubarões conseguem permanecer no fundo do oceano enquanto estiverem bombeando água em suas guelras, mas seus olhos mantêm-se abertos. Quando um tubarão está descansando, ele não usa as suas narinas, mas sim seus espiráculos. Se um tubarão tentasse usar sua narinas enquanto descansa no fundo do oceano, ele iria "inspirar" a areia em vez de água. Muitos cientistas acreditam que esta é uma das razões pelas quais os tubarões têm espiráculos. A natação de um tubarão-espinhoso é coordenada pela medula espinhal, ao invés de seu cérebro: assim ele pode continuar a nadar durante o sono. Também é possível que os tubarões durmam de forma similar aos golfinhos, um hemisfério cerebral de cada vez, mantendo assim alguma consciência e atividade cerebral em todos os momentos.

### Alimentação

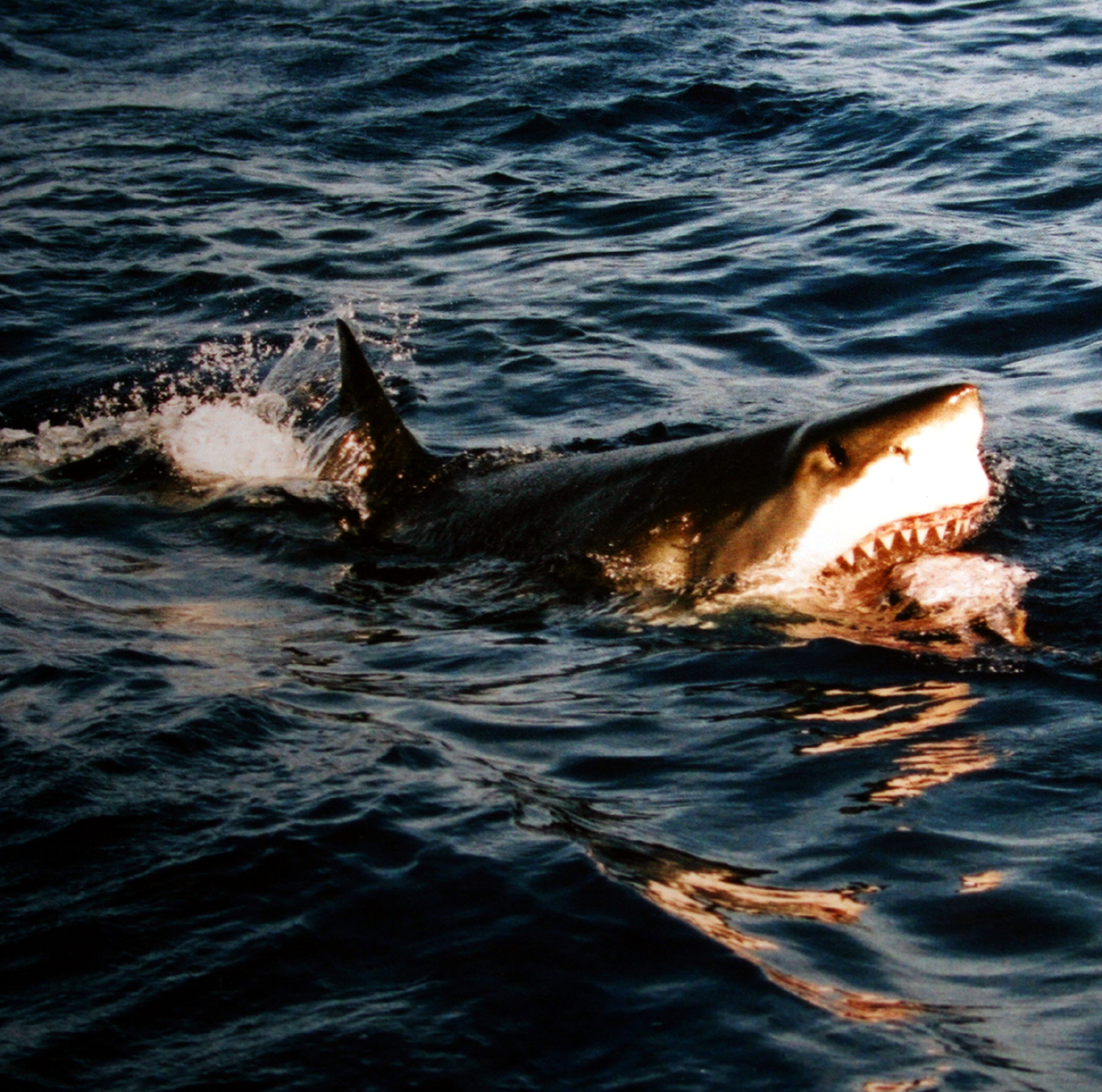
Como muitos tubarões, o tubarão branco é um superpredador em seu ambiente.

Todos os tubarões são carnívoros. Algumas espécies, incluindo os tubarões-tigre, comem quase tudo. A grande maioria procura presas em  particular, e raramente varia a sua dieta. Os tubarões-baleia, tubarões-elefante e o tubarão-boca-grande se alimentam por filtragem. Estes três evoluíram independentemente, alimentando-se de plâncton e usando estratégias diferentes. Os tubarões-baleia usam de sucção para recolher plânctons e pequenos peixes. Os tubarões-frade filtram o plâncton enquanto se deslocam na água. Os tubarões-boca-grande fazem uma sucção de alimentos mais eficiente, usando tecidos luminescentes no interior da boca para atraírem presas no fundo do oceano. Este tipo de alimentação exige rastros branquiais, longos filamentos delgados que formam uma peneira muito eficiente, análogo às barbas das grandes baleias. O tubarão captura o plâncton nesses filamentos e o engole de vez em quando em bocados grandes. Dentes nestas espécies são relativamente pequenos, porque eles não são necessários para a alimentação.
Outros predadores altamente especializados incluem o Isistius brasiliensis que se alimentam de carne em fatias de outros peixes maiores e de mamíferos marinhos. Seus dentes são enormes em relação ao tamanho do animal. Os dentes inferiores são particularmente acentuados. Embora eles nunca tenham sidos observados durante a alimentação, acredita-se que usem seus lábios grossos para prender suas presas, torcendo seus corpos para arrancar a carne.
Algumas espécies que habitam o leito do mar são predadores por emboscada altamente eficazes. Os tubarões-anjos e os Orectolobidae usam camuflagem e ficam à espreita para sugar as presas para suas bocas. Muitos tubarões bentônicos alimentam-se exclusivamente de crustáceos, que esmagam com seus dentes molariformes.
Outros tubarões se alimentam de lulas e peixes, que engolem inteiros. O Trigonognathus kabeyai tem dentes que podem apontar para fora para golpear e capturar presas, que em seguida engole intactas. O tubarão-branco e outros predadores de grande porte engolem a presa inteira, se for pequena, ou mordem grandes animais. Os tubarões-debulhadores usam suas longas caudas para atordoarem cardumes de peixes e os tubarões-serra ou atiçam as presas do fundo do mar ou atacam suas presas à dentada enquanto nadam.
Muitos tubarões, incluindo os tubarões-galha de recife, são predadores cooperativos e caçam em bandos para juntar e capturar presas. Estes tubarões sociais muitas vezes são migratórios, viajando grandes distâncias em torno de bacias oceânicas. Essas migrações podem ser parcialmente necessárias para encontrar novas fontes de alimento.

### Habitat
Os tubarões são encontrados em todo o globo, de norte a sul, em todos os oceanos e grandes mares. Geralmente vivem em água salgada, mas exceções são conhecidas como o tubarão-cabeça-chata e as espécies consideradas de rios (as seis espécies do gênero Glyphis de Carcharhinidae), que podem viver tanto em água salgada como em água doce. Tubarões são comuns até profundidades de 2 000 metros (7 000 pés), e alguns vivem ainda em lugares mais fundos, mas quase não há tubarões abaixo de 3 000 metros (10 000 pés). Um relatório confirmou que o mais profundo que um tubarão vive é a 3 700 metros (12 100 pés): trata-se da espécie Centroscymnus coelolepis.

## Relação com os humanos

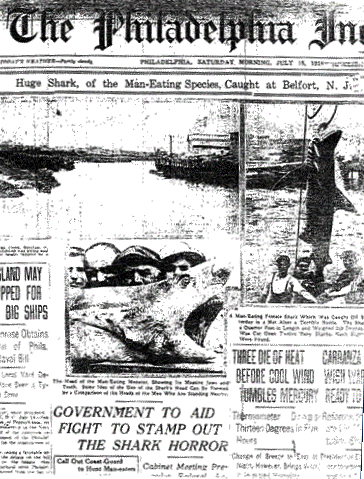
O jornal The Philadelphia Inquirer relata em 1919 a notícia da captura de um tubarão na costa de Nova Jersey após os ataques.

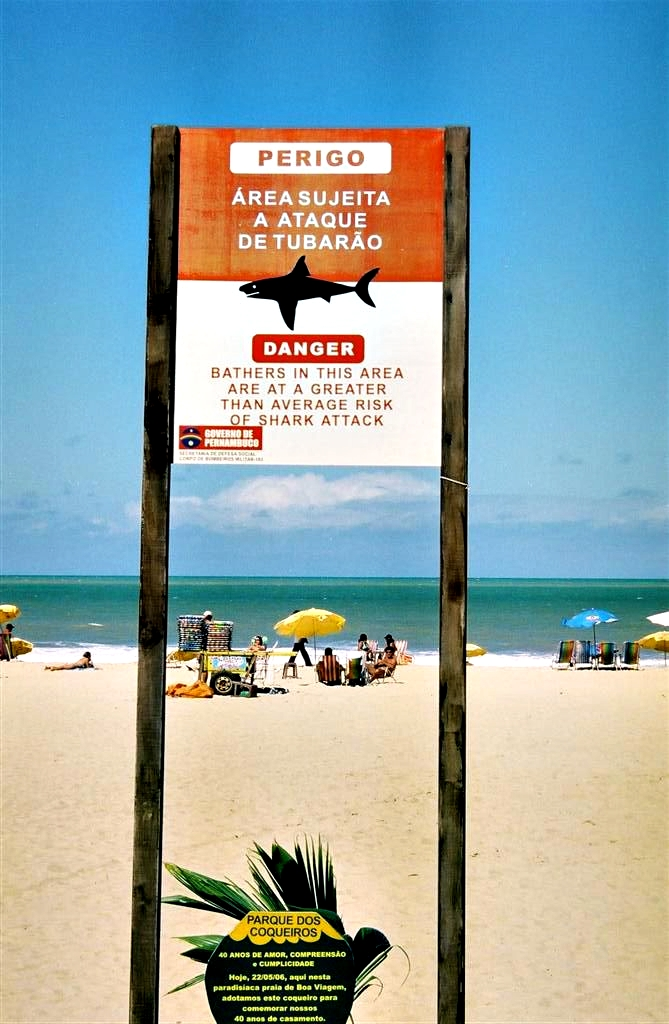
Um sinal de alerta sobre a presença de tubarões na Praia de Boa Viagem, Recife.

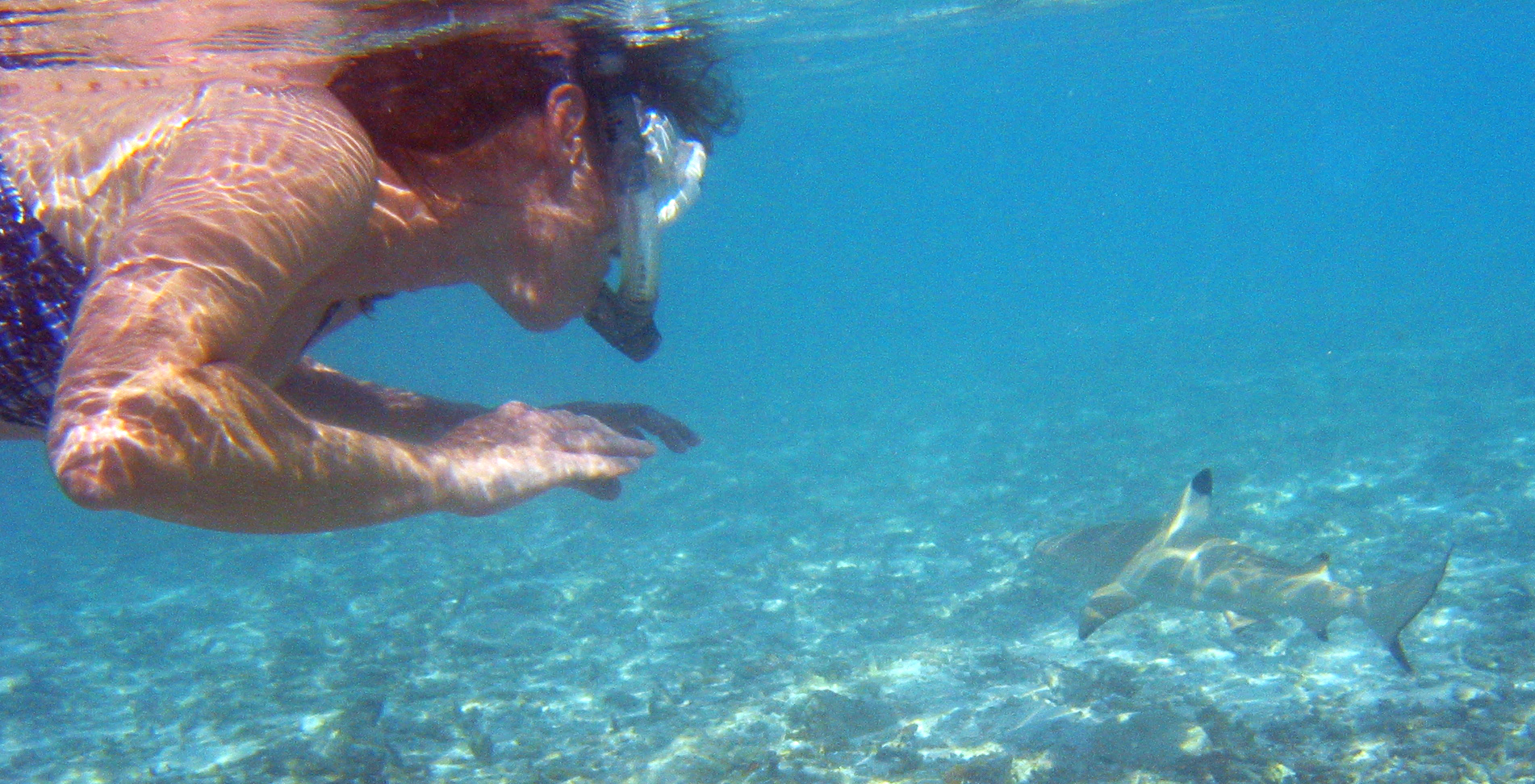
Um mergulhador nadando perto de um tubarão-de-pontas-negras-do-recife (Carcharhinus melanopterus). Em raras ocasiões, principalmente no caso de pouca visibilidade, esta espécie morderia um humano, confundindo-o com sua presa. Em condições normais, eles são inofensivos e tímidos.

### Ataques
Antes de tudo é preciso distinguir ataque provocado de ataque não provocado. É definido como ataque de tubarão não provocado um incidente em que o animal em seu habitat natural ataca um homem ainda vivo, sem ter sido previamente provocado. Todos os incidentes ocorridos em aquários públicos ou em centros de pesquisa, incidentes onde o tubarão ataca um homem morto (especialmente vítimas de afogamento), ataques a barcos, e também todos os ataques que ocorrem dentro ou fora da água e que de alguma forma são uma resposta à atitude humana, são classificados como ataques provocados.
Em 2006, o International Shark Attack File (ISAF) realizou uma investigação em 96 alegações de ataques de tubarão, confirmando 62 delas como ataques não provocados e 16 como ataques provocados. A média anual de mortes em todo o mundo entre 2001 e 2006 a partir de ataques de tubarões não provocados foi de 4,3.
Ao contrário da crença popular, poucos tubarões são perigosos para os seres humanos. Entre mais de 375 espécies, apenas quatro estiveram envolvidas em um número significativo de mortes, em ataques não provocados a seres humanos: o tubarão-branco, o galha-branca-oceânico, o tubarão-tigre e o tubarão-cabeça-chata. Estes tubarões são grandes e poderosos predadores, e às vezes podem atacar e matar pessoas. Apesar de serem responsáveis por ataques a humanos, eles sempre foram filmados sem o uso de uma gaiola de proteção.
No ano de 2000, foi estimado que o risco de uma pessoa ser atacada por um tubarão é de uma em 11 500 milhões e o risco de morte é de uma em 264,1 milhões. O ataque de um tubarão não é algo comum: por exemplo, a cada pessoa que morre por um ataque de tubarão, 3 306 pessoas morrem afogadas e 4 757 morrem em acidentes no trânsito.
A percepção de tubarões como animais perigosos foi popularizada pela publicidade dada a alguns casos isolados de ataques de tubarão, como em Nova Jersey no ano de 1916, e através de populares obras de ficção, como a série de filmes Tubarão. Peter Benchley, o autor de Tubarão, bem como o diretor Steven Spielberg, posteriormente, tentaram dissipar a imagem de tubarões como monstros comedores de homens.

### Em cativeiro

Um tubarão-baleia no Aquário da Geórgia, na cidade de Atlanta.

Até recentemente, apenas algumas poucas espécies de tubarões bentônicos, como Heterodontus francisci, Triakis semifasciata e Scyliorhinidae, sobreviveram em aquários por um ano ou mais. Isso deu origem à crença de que os tubarões, além de serem difíceis de serem capturados e transportados, eram difíceis de serem cuidados. Mais conhecimento tem levado a que mais espécies (incluindo os grandes tubarões pelágicos) possam viver muito mais tempo em cativeiro. Ao mesmo tempo, técnicas mais seguras permitiram o transporte de longa distância.
A maioria das espécies não é apropriada para aquários domésticos e nem todas as espécies vendidas em pet shops são adequadas para tal. Algumas espécies podem viver em aquários de água salgada em casa. Comerciantes sem escrúpulos ou desinformados vendem tubarões jovens como o tubarão-lixa, que ao atingirem a idade adulta se tornam muito grandes para aquários domésticos comuns. Em geral, aquários públicos não aceitam os espécimes doados que cresceram em aquários domésticos. Então, alguns donos de tubarões têm sido tentados a abandoná-los. Espécies adequadas para aquários domésticos representam consideráveis investimentos territoriais e financeiros, geralmente para adultos com comprimentos de 3 metros e que podem viver até 25 anos.

### Na cultura popular e nas artes

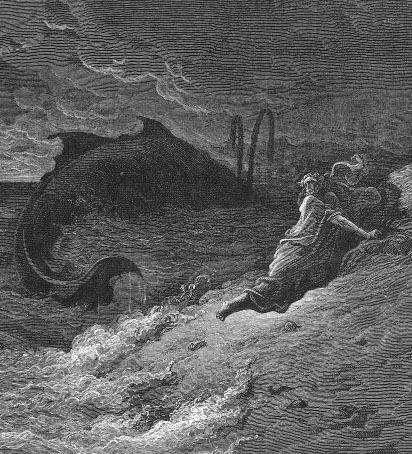
Jonas e a Baleia por Gustave Doré.

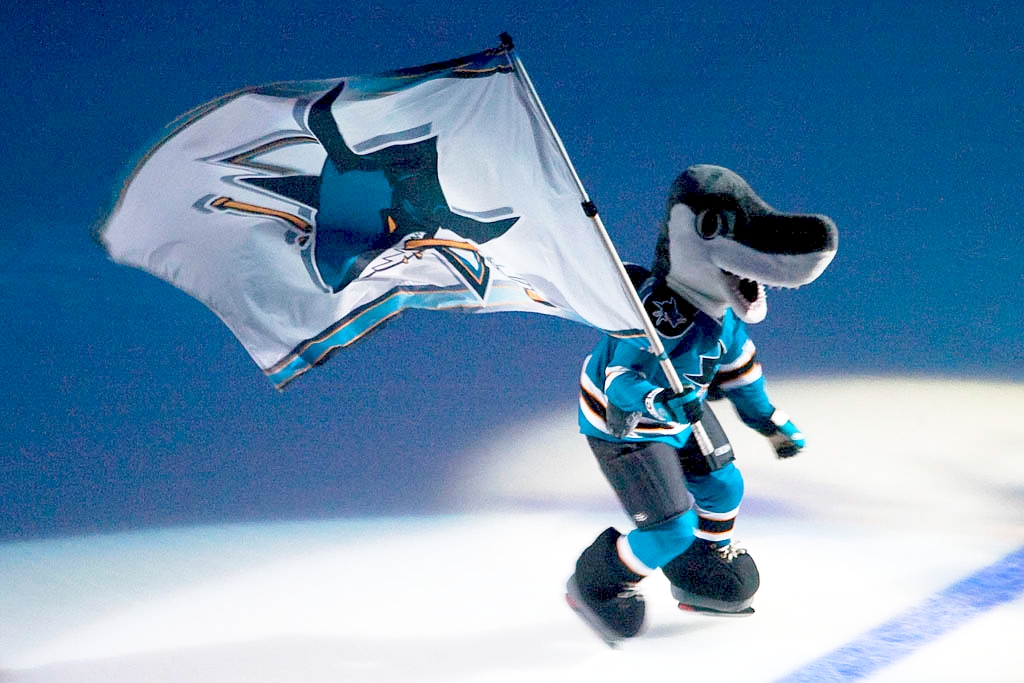
S. J. Sharkie, o mascote dos San Jose Sharks.

Os tubarões são popularmente vistos como ameaças ou monstros, mas também são usados como mascotes, tratados como seres pacíficos e até como deuses.
A passagem bíblica Jonas e a Baleia, que conta a história de Jonas que fica dentro do ventre de uma baleia durante três dias e três noites no mar mediterrâneo pode, ao invés de uma baleia, ter se referido a um tubarão; a revista National Geographic sugere que tenha sido o tubarão-baleia, uma vez que a versão hebraica usa a palavra tannium, a qual pode se referir a qualquer animal marinho de grande porte. Isto leva outros a acreditar que pode ter sido um cachalote a ter transportado Jonas em sua boca. É conhecido o caso de um homem salvo por um cachalote, que se assemelha à história contada na Bíblia.
A Marinha Alemã possui uma unidade de operações especiais, a Kampfschwimmer, que tem como emblema um tubarão. Na década de 30, posters que diziam "a pneumonia ataca como um tubarão comedor de homens" foram distribuídos pela Works Projects Administration para a prevenção da doença.

#### No esporte
Desde 15 de abril de 1992, uma equipe de hóquei no gelo da California, os San Jose Sharks, tem como mascote um tubarão negro chamado S. J. Sharkie. Três equipes de rugby, uma da África do Sul, os Sharks, uma da Austrália, os Cronulla-Sutherland Sharks e outra dos Estados Unidos, os Devon Sharks, o têm como símbolo. No Brasil há quatro times com o nome tubarão, três em Santa Catarina, o Clube Atlético Tubarão, o Tubarão Futebol Clube e o Tubarão Predadores, este último um time de futebol americano parceiro do Clube Atlético Tubarão, e os outros dois de futebol, e há também um clube de futebol sediado em Palmas, o Tubarão Esporte Clube e ainda um time do Maranhão, Sampaio Correia, e outro do Ceará, Ferroviário, que os têm como seu mascote . Times de outras modalidades também adotaram o tubarão com símbolo e/ou mascote. Na República Tcheca há um time de softbol, o žraloci ledenice; na Itália há uma equipe de corrida, o Race UP Team; o time New York Sharks de futebol feminino, além do time de futebol australiano, sediado na Escócia, os Glasgow Sharks.

#### Na mitologia
Na mitologia da Polinésia, especialmente no Havaí, há um relacionamento especial com os tubarões. Na mitologia polinésia há muitos deuses tubarões, que eram considerados guardiões do mar e defensores do povo havaiano. Além disso, havia também histórias de homens-tubarão. Em outras partes da Polinésia, como Tonga, acredita-se que o tubarão seja alimento enviado pelos espíritos ancestrais para manter a população. Em contraste com a cultura ocidental moderna, em que a ideia sobre os tubarões é sobretudo baseada em filmes como "Tubarão", os habitantes da Polinésia, durante muito tempo, viveram à beira-mar em contato com esses seres, tendendo a respeitar os tubarões e até divinizá-los.
Kamohoali'i é o mais conhecido e reverenciado dos deuses tubarão. Ele era o mais velho e favorecido irmão de Pele, que ajudou e viajou com ela para o Havaí. Ele era capaz de assumir a forma de humano e de tubarão. O cume de um penhasco sobre a cratera de Kilauea era um dos pontos que mais considerava sagrado. Em um momento ele criou um heiau (templo ou santuário) dedicado a si mesmo na ilha de Molokai. Kamohoali'i era um deus ancestral, e não um ser humano que se tornara um tubarão, e proibiu o consumo de seres humanos após ele mesmo ter comido um. Na mitologia fijiana, Dakuwaqa era um deus tubarão e um dos mais conhecidos dos deuses: ele era o guardião muito temido da entrada do recife das ilhas. Mesmo hoje, quando os pescadores locais saem para pescas noturnas, o reverenciam derramando uma taça de kava (planta conhecida como yaqona em Fiji) no mar.
Na cultura japonesa, os tubarões são monstros do mar, que tomam as almas dos pecadores. Várias menções de tubarões são encontradas na mitologia grega. Na Austrália, assim como em Tonga, os nativos acreditam que os tubarões fazem parte dos recursos naturais para os seres humanos sobreviverem. Algumas comunidades aborígenes no nordeste da Terra de Arnhem acreditam serem descendentes do tubarão-cinzento chamado Mäna.

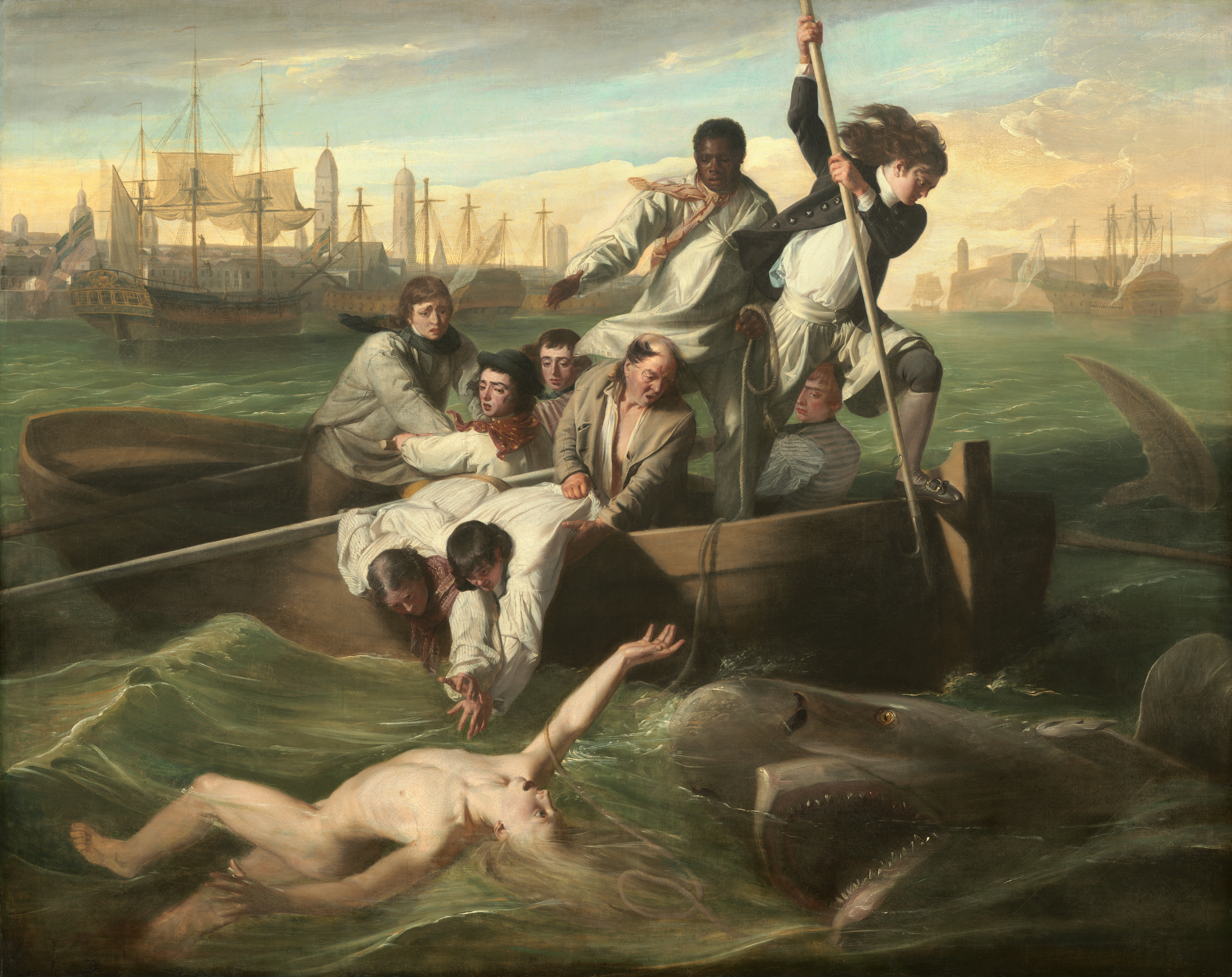
Watson e o tubarão, descrito em 1778 por John Singleton Copley.

#### Na ficção
Nos filmes e desenhos animados o tubarão, em geral, costuma ser tratado como uma máquina assassina, como nos filmes Tubarão dirigido por Steven Spielberg (que popularizou esta ideia), Do Fundo do Mar e Tubarões Assassinos; mas, às vezes, o tubarão é tratado como um ser pacífico, como se vê no desenho animado Tutubarão, chegando até a ser retratado como vegetariano em filmes como Procurando Nemo e O Espanta Tubarões.
Na literatura, muitos livros sobre tubarões foram escritos como o O Velho e o Mar de Ernest Hemingway, que conta a história de um pescador que tenta sobreviver no mar e sofre ataque de tubarões. Following the Equator, de Mark Twain, narra a história de um homem que enriquece após achar um jornal The Times no estômago de um tubarão.

#### Propriedades anticancerígenas
Nos anos 70 generalizou-se um rumor de que os tubarões não contraíam câncer, o que na verdade é uma lenda urbana, porque eles podem contrair tumores benignos e malignos, além de câncer. As evidências de que os tubarões são resistentes ao câncer e doenças são mais anedóticas e foram poucos ou nenhum os estudos científicos ou estatísticos que mostraram que tubarões têm imunidade elevada à doença. Outros rumores errados são de que a cartilagem das barbatanas de tubarões previnem o câncer e a osteoartrite. Nenhuma prova científica apoia estas alegações, e os resultados de estudos foram negativos: cartilagem de tubarão não mostra nenhum benefício no tratamento do câncer, tanto em termos de sobrevivência como em termos de qualidade de vida. Por exemplo, um estudo duplo-cego realizado em uma amostra de controle de 379 pacientes, apresentado em 2007 no 43º Congresso da Sociedade Americana de Oncologia, mostrou que o extrato AE-941 ou Neovastat da cartilagem de tubarão não tem propriedades anticancerígenas. Em 1997, um estudo semelhante fora realizado pela Sociedade Americana de Oncologia Clínica, com conclusões semelhantes.

## Conservação

A captura de tubarões anual tem aumentado rapidamente nos últimos 50 anos.

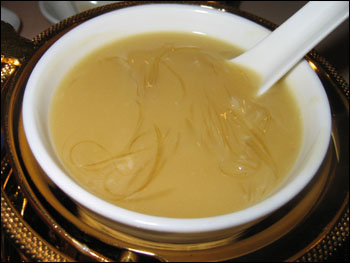
O valor das barbatanas de tubarão para preparo de sopa levou a um aumento das capturas de tubarões. Normalmente, apenas as barbatanas são mantidas para consumo, enquanto o resto do tubarão é descartado, geralmente no mar.

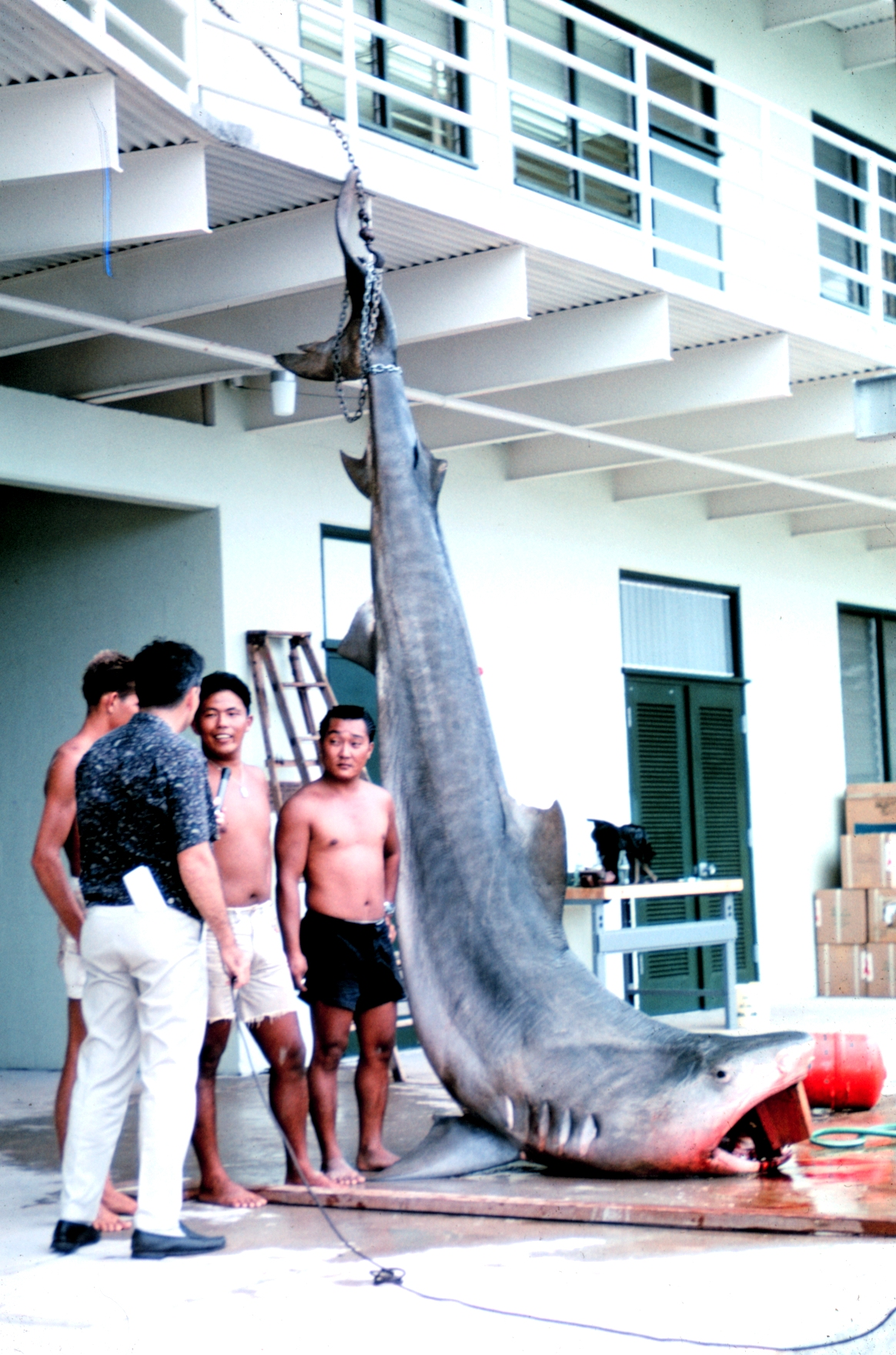
Um tubarão-tigre de 4,3 m e 544 kg capturado na baia de Kaneohe, Oahu, em 1966.

### Pesca
Estima-se que 100 milhões de tubarões são mortos por pessoas a cada ano, devido à pesca comercial e recreativa. A carne de tubarão é considerada um alimento comum em muitos lugares, incluindo Japão e Austrália. No estado australiano de Vitória, tubarão é o peixe mais comumente usado no preparo de fish and chips, no qual a carne de tubarão é chamada de flake. Na Índia, pequenos tubarões ou tubarões bebês (sora na língua tâmil) são vendidos em mercados locais. Dado que a carne ainda não está totalmente desenvolvida, uma vez fervida ela quebra em pedaços pequenos que depois são fritos em azeite e especiarias para criar o prato conhecido como sora puttu. Mesmo os ossos são moles e podem ser facilmente mastigados. O sora puttu é considerados uma iguaria no litoral de Tamil Nadu. Na Islândia, o tubarão-da-groenlândia é usado para a produção do hákarl, considerado um prato nacional.
Os tubarões são frequentemente mortos para se fazer a sopa de barbatana de tubarão. Pescadores capturam tubarões vivos, pegam sua barbatana, e despejam o animal de volta na água. O Shark finning envolve a remoção da barbatana com uma lâmina de metal quente. O tubarão, consequentemente imobilizado, morre por asfixia ou pelo ataque de predadores. A barbatana de tubarão tornou-se uma grande mercadoria no mercado negro em todo o mundo. Barbatanas eram vendidas a cerca de 300 libras em 2009. Segundo estatísticas, Hong Kong é o centro mundial do comércio de barbatanas de tubarão, ocupando aproximadamente 50% deste segmento de mercado, e desse total 27% abastece a União Europeia. A causa anti-finning ganhou repercussão quando o empresário do grupo Vigin, Richard Branson, e o ex-jogador de basquete da NBA, Yao Ming, declararam a sua oposição a essa prática.
A sopa de barbatana de tubarão é um símbolo de status em países asiáticos, e é considerada saudável e cheia de nutrientes. Tubarões também são mortos pela sua carne. Na Europa, por exemplo, há uma grande demanda por carne de pata-roxa, Mustelus mustelus, tubarão-mako, Lamna nasus e também de raias. Ao contrário, nos Estados Unidos está se tentando mudar a lei para acabar com o abate ilegal de tubarões. A Administração de Alimentos e Medicamentos (FDA) listou o tubarão como um dos quatro peixes (juntamente com o peixe-espada, Scomberomorus cavalla e Malacanthidae) cujo alto teor de mercúrio é perigoso para crianças e mulheres grávidas.
A maior parte da pesca de tubarão tem pouca gestão e monitoramento. O crescimento da demanda de produtos de tubarão aumenta a pressão sobre a pesca. Grandes declínios nos estoques de tubarão foram registrados, algumas espécies declinaram em mais de 90% nos últimos 20 a 30 anos, com declínio incomum de 70% da população. Muitos governos e as Nações Unidas reconheceram a necessidade da gestão da pesca de tubarões, mas pouco progresso foi feito devido ao seu baixo valor econômico, os pequenos volumes de produtos produzidos e à má imagem pública dos tubarões.

### Outra ameaças
Outras ameaças incluem as alterações e danos ao habitat, a perda de desenvolvimento costeiro, a poluição e o impacto da pesca sobre as espécies de leito marinho e as presas. O documentário de 2007, Sharkwater, expôs como os tubarões estão sendo caçados até à extinção.
De acordo com o grupo de especialistas em tubarões da IUCN, 24% das espécies se encontram sob ameaça de extinção.

### Proteção
Em 1991 a África do Sul foi o primeiro país no mundo a declarar o tubarão-branco uma espécie legalmente protegida. Em 2009, a Lei de Conservação do tubarão foi aprovada pela Câmara dos Representantes dos Estados Unidos e sancionada pelo Senado em 2010. Em 2010, a CITES rejeitou as propostas do Estados Unidos e do Palau, que obrigavam os países a regular o comércio de várias espécies como o tubarão-martelo-recortado, o Galha-branca-oceânico e o Squalus acanthias. A maioria, mas não o necessário (dois terços dos delegados que votaram), aprovou a proposta. A China, de longe o maior mercado mundial de tubarões, e o Japão, que batalha para estender a convenção para as espécies marinhas, lideraram a oposição.
Em 2010, o Greenpeace acrescentou o tubarão-vitamínico, o tubarão-mako, o Tubarão-azul e o Squalus acanthias à sua lista de frutos do mar vermelhos, uma lista de peixes comuns em supermercados que muitas vezes são provenientes da pesca insustentável. O grupo de advocacia Shark Trust faz campanhas para limitar a pesca do tubarão e o grupo de advocacia Seafood Watch orienta os consumidores americanos a não comerem tubarões.
No dia 4 de janeiro de 2011, o presidente dos Estados Unidos, Barack Obama, tornou o Ato de Conservação do Tubarão, uma lei oficial no Estados Unidos. Também, em janeiro, as Ilhas Marianas do Norte aprovaram uma lei que proíbe a posse, a venda e a distribuição de barbatanas de tubarão. A lei também proíbe o desembarque de tubarões em todos os portos do arquipélago.
Em 24 de fevereiro de 2011, o Senado de Guam, um território dos EUA no oceano Pacífico, aprovou um projeto que proíbe a venda, posse e distribuição de barbatanas de tubarão. Com esta legislação, apoiada pelo vice-presidente da câmara dos deputados, B.J. Cruz, as ilhas do Pacífico continuaram a liderar o mundo na luta pela conservação dos tubarões. Depois disso o projeto foi encaminhado ao governador Eddie Baza Calvo para obtenção da sua assinatura. Em março a lei entrou em vigor, e ela também proíbe a retenção de todos os tubarões capturados nas águas pertencentes ao território de Guam.
Em junho de 2011, em um sinal de que o movimento global pela proteção dos tubarões está avançando, o presidente de Honduras, Porfirio Lobo Sosa declarou suas águas como um santuário permanente dos tubarões. O movimento torna permanente uma moratória à pesca comercial de tubarões, que havia sido anunciada por Honduras um ano antes, em uma declaração conjunta com a ilha de Palau, na Micronésia. Em setembro do mesmo ano, Bahamas, Colômbia, Honduras, Ilhas Maldivas, Ilhas Marshall, México, Micronésia e Palau, assinaram um acordo que proíbe a pesca comercial de tubarões em mais de 2,7 milhões de quilômetros quadrados do oceano.
Em julho de 2011, autorização do desenvolvimento de uma proibição regional sobre a posse, venda, oferta e comércio de barbatanas de tubarão nos oceanos dos Estados Federados da Micronésia e seus quatro Estados-Membros, a República das Ilhas Marshall, a República do Palau, o território de Guam e das Ilhas Marianas do Norte e para o desenvolvimento de um quadro estratégico, a fim de implementar um programa de conservação marinha que irá estabelecer o maior e o primeiro santuário regional de tubarões do mundo na Micronésia até dezembro de 2012. No mesmo mês, Bahamas proíbe toda a pesca comercial de tubarões em águas do país. O turismo relacionado a tubarões contribuiu com mais de 800 milhões de dólares para a economia das Bahamas nos últimos 20 anos, e esta decisão reforça os dados de uma pesquisa que concluiu que os tubarões são mais valiosos vivos do que mortos. Ainda em julho, os membros da Inter-American Tropical Tuna (Comissão Interamericana do Atum Tropical) concordaram em proteger o galha-branca-oceânico no leste do Pacífico, uma vez que esta espécie vinha sofrendo declínios dramáticos, em parte devido à pesca do atum que acontece no habitat do tubarão.
Em agosto de 2011, o Chile proíbe a remoção das barbatanas de tubarões e exige que todos os navios que capturam tubarões tragam-nos ao país com suas barbatanas. Em setembro, o Toquelau, um território autoadministrado da Nova Zelândia formado por três atóis no Pacífico Sul, declara-se um santuário de tubarões, baleias, e tartarugas. Em outubro, a República das Ilhas Marshall estabelece o maior santuário mundial de tubarões, o qual cobre uma área do oceano com cerca de três vezes o tamanho da França. Em novembro, os 48 membros da Comissão Internacional para a Conservação do Atum Atlântico comprometem-se a proibir a retenção de Carcharhinus falciformis capturados acidentalmente durante a pesca. Entre meio milhão e um milhão e meio de Carcharhinus falciformis são capturados anualmente por causa das suas barbatanas.

## Evolução

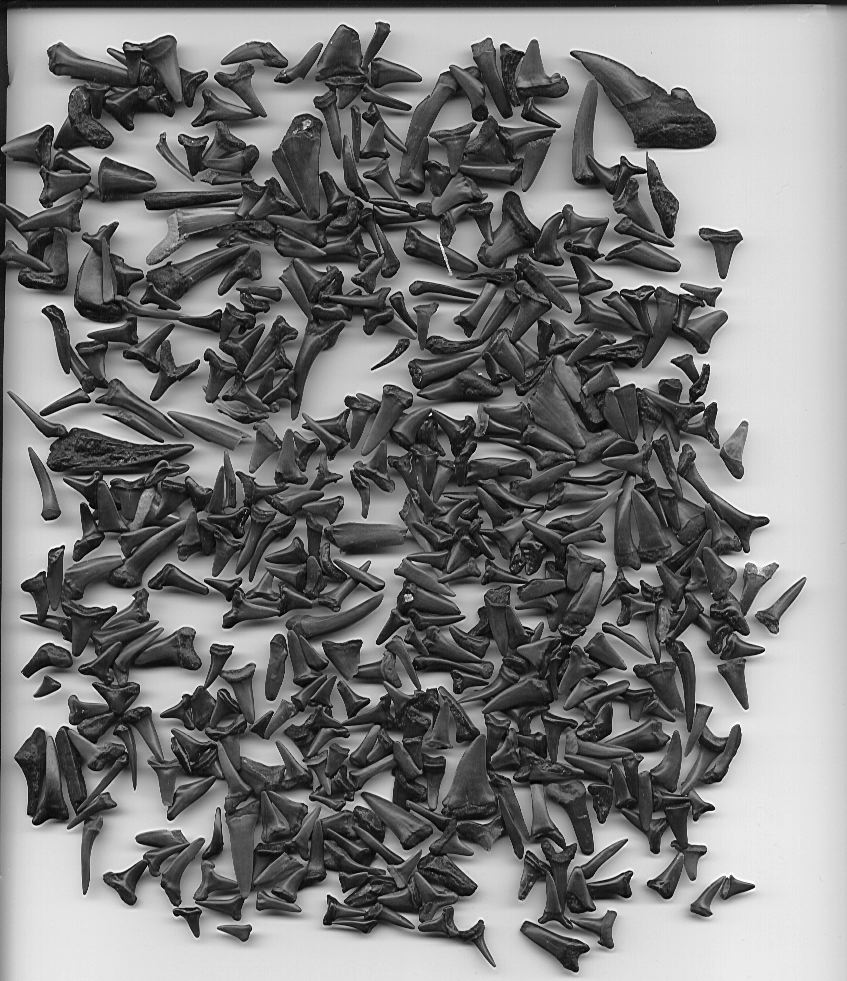
Uma coleção de dentes de tubarão fossilizados.

Evidências para a existência de tubarões durante o período Ordoviciano, há cerca de 450 a 420 milhões de anos, antes mesmo dos vertebrados terrestres e de muitas plantas ocuparem os continentes. Apenas as escamas das primeiras espécimes de tubarões foram encontradas e nem todos os paleontólogos concordam que estas eram de tubarões de verdade. As mais velhas escamas geralmente aceitas datam de há cerca de 420 milhões de anos, no período Siluriano. Os primeiros tubarões pareciam ser muito diferentes dos tubarões modernos. A maioria dos tubarões modernos podem ser encontrados a partir de há cerca de 100 milhões de anos.
Praticamente só foram encontrados fósseis dos dentes e dos dentículos de tubarões, embora estes sejam frequentemente encontrados em grandes quantidades. Apenas em alguns casos, foram encontrados partes do esqueleto e em casos mais raros ainda, o tubarão fóssil quase completo. Estimativas sugerem que cresçam dezenas de milhares de dentes de tubarões durante toda a vida, o que explica os fósseis em abundância. Os dentes consistem em fosfato de cálcio e apatita que facilmente são fossilizados. Quando um tubarão morre, o esqueleto em decomposição se rompe, espalhando os prismas de apatita, o esqueleto completo só poderá ser preservado se o cadáver do animal for rapidamente enterrado em sedimentos do fundo do mar.

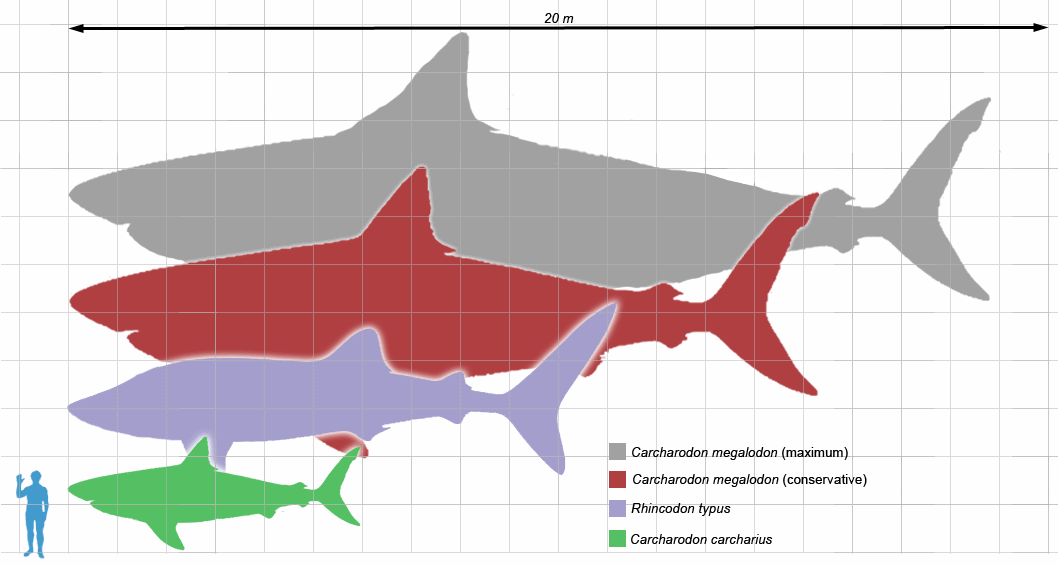
Carcharodon megalodon (tamanho máximo)
Carcharodon megalodon (tamanho médio)
Rhincodon typus
Carcharodon carcharias
Homem

Um dos tubarões mais antigos e primitivos é o Cladoselache, de há cerca de 370 milhões de anos, que foi encontrado em estratos geológicos da era Paleozoica (principalmente no devoniano) em Ohio, Kentucky e no Tennessee. Nesse ponto da história da Terra estas rochas originaram os sedimentos moles do fundo do mar do vasto oceano raso que cobria a maior parte da América do Norte. Cladoselache media apenas cerca de 1 metro (3,3 pés) e possuía duras barbatanas triangulares e a mandíbula fina. Seus dentes tinham vários cúspides pontudos, que perdera com o uso repetido. Pelo pequeno número de dentes encontrados juntos, é mais provável que o Cladoselache não substituísse seus dentes tão regularmente quanto os tubarões modernos. Suas barbatanas caudais tinham uma forma semelhante a do tubarão-branco e do tubarão-mako. A presença de peixe inteiros dispostos em seu estômago sugere que os Cladoselache foram rápidos nadadores e com grande agilidade.
A maioria dos fósseis de tubarão é de cerca de 300 a 150 milhões de anos e podem ser atribuídos a um dos dois grupos. Os Xenacanthida que eram quase exclusivos em ambientes de água doce. No momento em que este grupo foi extinto há cerca de 220 milhões de anos, já tinham se espalhado pelo mundo. O outro grupo, os Hybodontiformes, apareceram a cerca de 320 milhões de anos e viveram na maior parte nos oceanos, mas também em água doce.
Dentes fósseis de tubarões Lamniformes foram datados no Cretáceo Inferior. Uma das famílias mais recentes é a do tubarão-martelo (família Sphyrnidae), que surgiu no Eoceno. O dente mais antigo de tubarão-branco foi datado há entre 60 e 65 milhões de anos, na época da extinção dos dinossauros. A evolução do tubarão-branco terá sido iniciada a partir de pelo menos duas linhagens: uma linhagem é a de tubarões-brancos, com dentes grosseiramente serrilhados que provavelmente deu origem ao grande tubarão branco moderno, e a outra linhagem é de tubarões-brancos com dentes finamente serrilhados. Tubarões que atingiram proporções gigantescas incluem o extinto megalodonte, Carcharodon megalodon. Como a maioria dos tubarões extintos, o Carcharodon megalodon também é conhecido principalmente pelos seus dentes e vértebras fósseis. Este tubarão gigante atingiu um comprimento total de mais de 16 metros. O Carcharodon megalodon pode ter se aproximado a um tamanho de no máximo 20,3 metros (67 pés) de comprimento total e 103 toneladas métricas de massa. Evidências paleontológicas sugerem que esse tubarão era um predador ativo de cetáceos de grande porte.

## Taxonomia
Os tubarões pertencem a superordem Selachimorpha na subclasse Elasmobranchii que pertence à classe dos Chondrichthyes. Os Elasmobranchii também incluem as raias; os Chondrichthyes também incluem as quimeras. Hoje se pensa que os tubarões formam um grupo polifilético: alguns tubarões são mais estreitamente relacionados às raias do que com alguns outros tubarões.
A superordem Selachimorpha é dividida em Galea (ou Galeomorphii) e Squalea. Os Galeans são os Heterodontiformes, os Orectolobiformes, os Lamniformes e os Carcharhiniformes. Lamnoids e Carcharhinoids são geralmente colocados em um clado, mas estudos recentes mostram que Lamnoids e Orectoloboids são uma clado. Alguns cientistas pensam que os eterodontoids pode ser Squalean. O Squalea é dividido em Hexanchoidei e Squalomorpha. O Hexanchoidei inclui os Hexanchiformes e o Chlamydoselachidae. Os Squalomorpha contêm os Squaliformes e o Hypnosqualea. O Hypnosqualea pode ser inválido. Ele inclui os Squatiniformes, e o Pristorajea, que também podem ser inválidos, mas inclui o Pristiophoriformes e o Bathoidea.
As aproximadamente 375 espécies de tubarões são divididas em oito ordens, listadas abaixo, em aproximadamente, sua relação evolutiva do antigo ao moderno:
- Hexanchiformes: Inclui 2 famílias e 6 espécies. Esta é provavelmente a mais antiga das ordem, e tem como característica ter um maior número de aberturas das guelras do que outras ordens, isto é, 6 ou 7. Os membros desta ordem têm apenas uma barbatana dorsal. Exemplos de Hexanchiformes são o tubarão-albafar (Hexanchus griseus) e o Tubarão-de-sete-guelras (Heptranchias perlo).[172]
- Squaliformes: A ordem é composta por 7 famílias e 118 espécies. As espécies que pertencem são caracterizadas pelo fato de não terem a barbatana anal. Exemplos pertencentes a esta ordem são o peixe-prego (Echinorhinus brucus) e o Squalidae.[173]
- Pristiophoriformes: É constituída por uma única família com 6 espécies (tubarões são muito raros). Eles são caracterizados por um focinho produzido em uma longa lâmina plana com dentes de cada lado. Pertencem a esta ordem os Pristiophorus nudipinnis e os Pliotrema warreni.[174]
- Squatiniformes: Ela inclui uma única família de 17 espécies. Este é um grupo de peixes cartilaginosos que está em uma grande diminuição. Como exemplo, temos o peixe anjo.[175]
- Heterodontiformes: A ordem é constituída de uma única família com 9 espécies. Isso inclui o Heterodontus francisci e o Heterodontus portusjacksoni.[176]
- Orectolobiformes: Inclui 7 famílias e 36 espécies. A ordem é muito grande e povoada principalmente na zona Indo-Pacífico, é a única espécie que está presente também no Oceano Atlântico. Estes tubarões são caracterizados pela presença de barbilhões nasais. Pertencem a esta ordem o tubarão-baleia (Rhincodon typus) e o Orectolobus maculatus.[177]
- Lamniformes: A ordem é dividida em sete famílias e 16 espécies. Ele só inclui os tubarões com corpo fusiforme. Algumas espécies são perigosas para os seres humanos, especialmente aqueles da família Lamnidae que incluem o infame tubarão-branco (Carcharodon carcharias) e o cação mangona (Carcharias taurus).[178]
- Carcharhiniformes: A ordem é dividida em oito famílias e 266 espécies. Algumas delas são perigosas para os seres humanos. Por exemplo, podemos citar o Galha-branca-oceânico (Carcharhinus longimanus) e o tubarão-tigre (Galeocerdo cuvier).[179]

Alguns autores consideram as oito ordens de tubarões como sub-ordens, atribuída à ordem Selachoidei Webster, 1913.

## Pesca do tubarão pelos nativos das Américas
A grande variação de clima, relevo, fauna e flora existente entre o Alasca e a Patagônia determinou a composição da dieta de cada povo, dependendo do local em que habitava no continente. A versátil capacidade de adaptação alimentar do ameríndio foi o fator determinante para a sua sobrevivência. Ao longo dos séculos aprendeu a se utilizar de recursos alimentícios presentes em terra firme, nos rios, lagos, mangues, igarapés e no mar. Embora considerado um predador temido, o tubarão também fez parte da dieta de vários povos e métodos audaciosos foram adotados para a sua captura.
Os visitantes europeus ficavam maravilhados ao assistirem os indígenas abatendo tubarões. O comum era pescá-los com laço ou arpão.  O que fascinava era verem que, munido apenas de um pedaço de pau pontiagudo, o índio lançava-se ao mar nadando e, quando o tubarão ia abocanhá-lo, ele introduzia o pau na boca do animal que, ao tentar fechá-la, ficava com o pau espetado em suas mandíbulas superior e inferior.
Outra proeza era o índio enfrentar a fera com um pedaço de pau comprido e, ao ser atacado, introduzi-lo na garganta do animal, asfixiando-o.
No relato do pirata inglês Anthony Knivet sobre os Goitacase do Rio de Janeiro:
Já os vi pegar grandes tubarões pela cauda e arrastá-los para a praia..
Os indígenas brasileiros do século XVI se alimentavam de peixes de água doce e salgada e de frutos do mar. Caçavam tubarões em águas salgadas e mesmo os que encalhavam nas praias, assim como acontecia com baleias, serviam de alimento.
Os dentes dos tubarões eram usados como pontas de flecha. Índios de Pernambuco utilizavam, no início do século XVII, dentes de tubarão como pontas de suas flechas.